# Этнографический музей народов Забайкалья
Этнографи́ческий музе́й наро́дов Забайка́лья (бур. Υбэр Байгалай хизаарай арадуудай угсаатанай зγйн музей) — музейный комплекс под открытым небом в городе Улан-Удэ (Республика Бурятия), в микрорайоне Верхняя Берёзовка.

## История музея

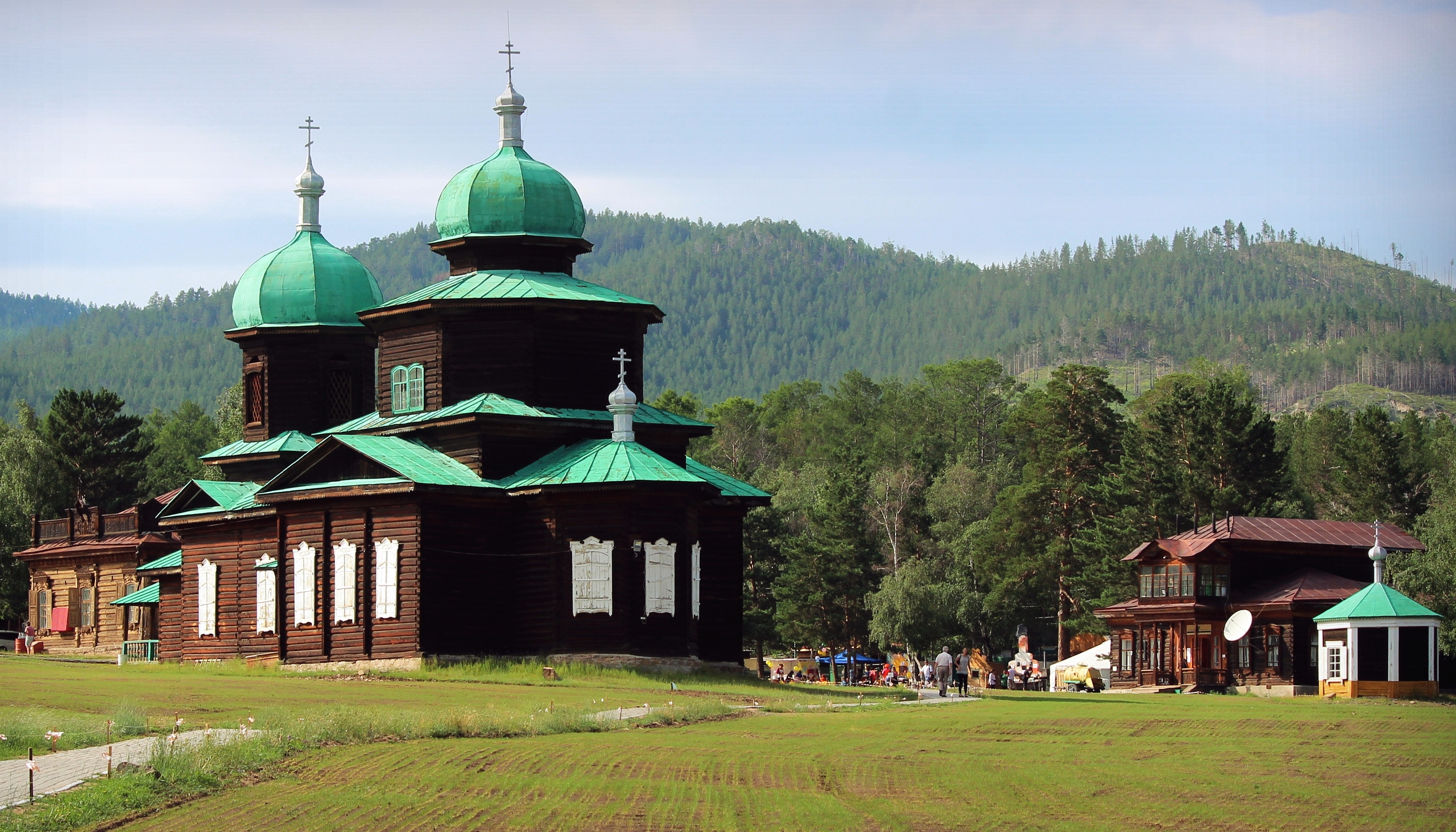
Никольская церковь из села Никольск

В конце 1950-х — начале 1960-х годов наблюдается рост сети этнографических музеев под открытым небом в СССР. В годы политической оттепели этот всплеск был обусловлен тремя обстоятельствами: ростом благосостояния народа, развитием познавательного туризма и значительным увеличением потока иностранных туристов в страну.
В Бурятской АССР этнографический музей был открыт 19 августа 1968 года. Одним из его первых экспонатов стала Никольская церковь, перевезённая из села Никольск, и Дэважин-дуган, доставленный из Тамчинского дацана.

## Экспозиции
Этнографический музей народов Забайкалья — один из крупнейших музеев под открытым небом в России. Занимает территорию площадью 37 гектаров, где собрано более 40 архитектурных памятников и свыше 11 тысяч экспонатов.
Территория музея разделена на несколько комплексов:

### Археологический комплекс
Археологический комплекс музея состоит из закрытого павильона и открытой площадки. На последней расположены плиточные могилы, каменные столбы, «сторожевые» камни и т. д. Первый могильник хуннской культуры был обнаружен в 1896 году в Ильмовой пади в Кяхтинском районе. В средние века хунну над захоронениями устраивали плоские, круглые каменные кладки. В закрытом павильоне демонстрируются образцы, найденные при раскопках Иволгинского городища.

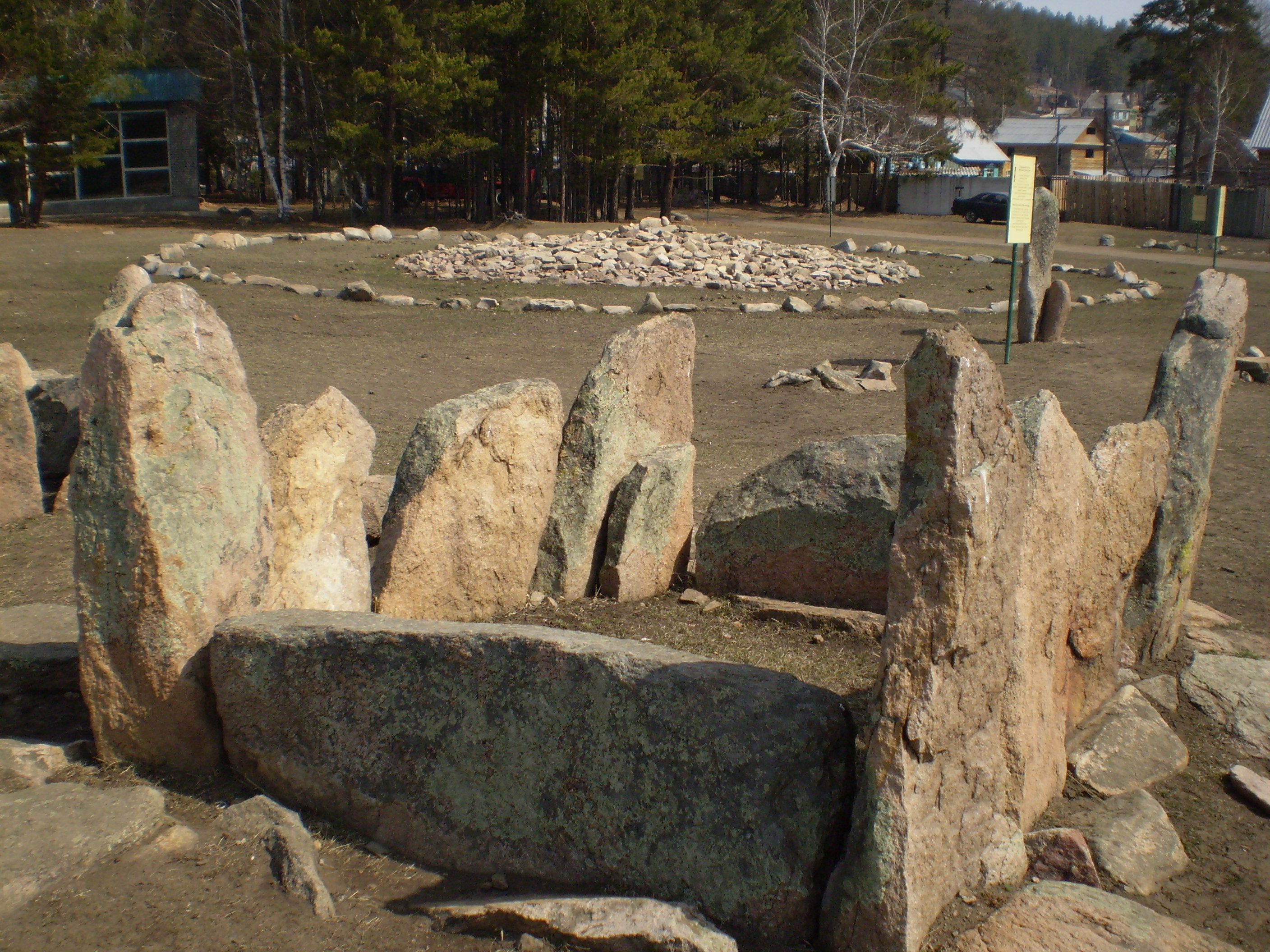
Плиточная могила. Бронзовый век, Хоринский район, Бурятия
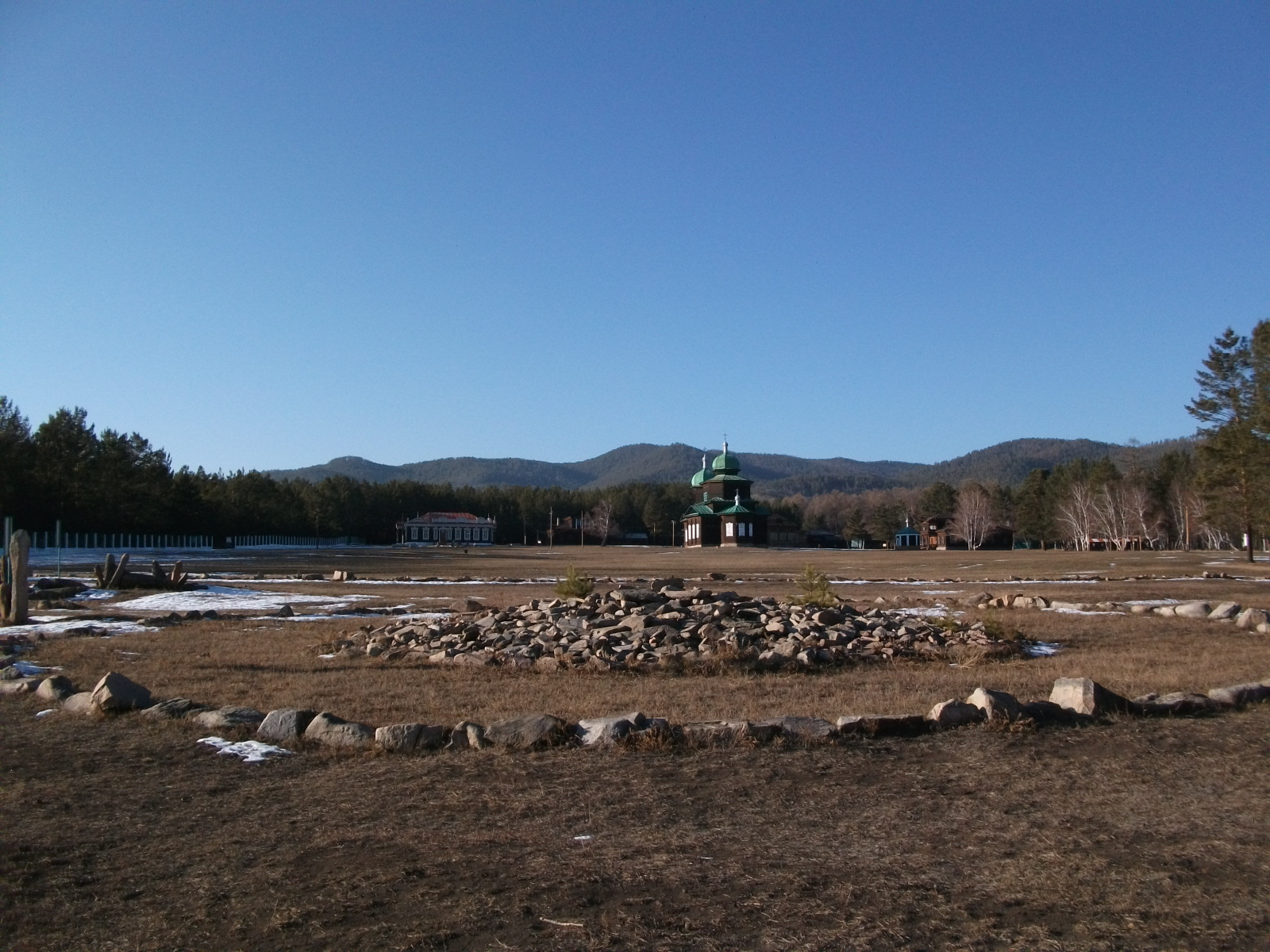
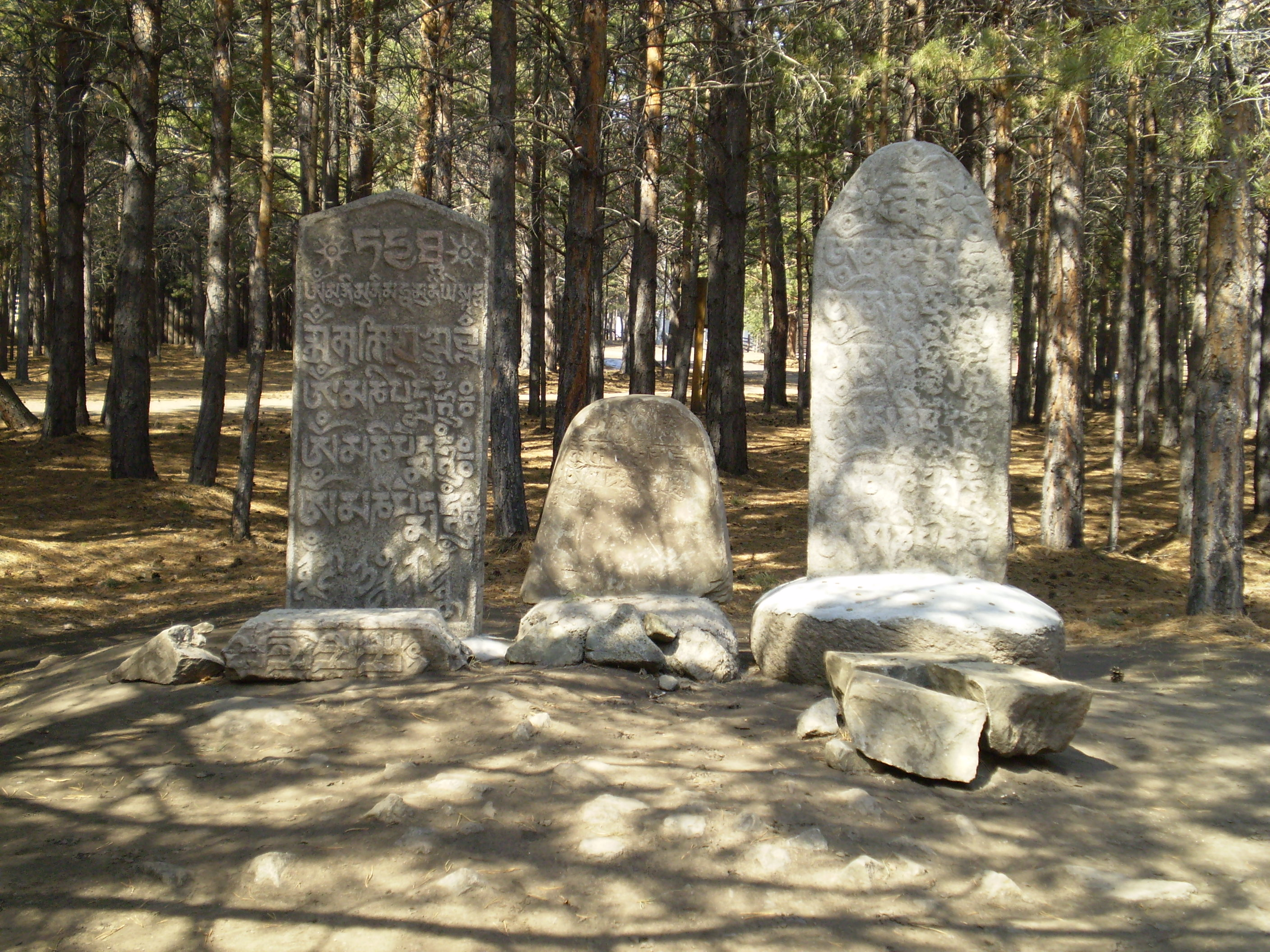
Камни у Дугана "Деваджин"

### Бурятский комплекс
Бурятский комплекс состоит из деревянных и войлочных юрт, и культового буддийского сооружения — дугана.
В первой половине XIX века бурятские храмы имели церковнообразный вид, возникший под влиянием русской архитектуры, так как в их строительстве принимали участие русские мастера. С развитием собственно бурятского храмового зодчества во второй половине XIX века появился новый вид дугана, существенно отличающийся от первых строений и воспринявший местные и восточные черты. Образцом его является Дэваджин-дуган, вывезенный из Тамчинского дацана. В 1926 году храм был перестроен — внешний облик не изменился, увеличилась лишь его площадь. В окраске храма преобладает жёлтый цвет — священный в ламаизме. Внутри находится панно «Тунши», иллюстрирующее индийскую сказку о четырёх животных, решивших спор о том, как достать плоды с высокого дерева.

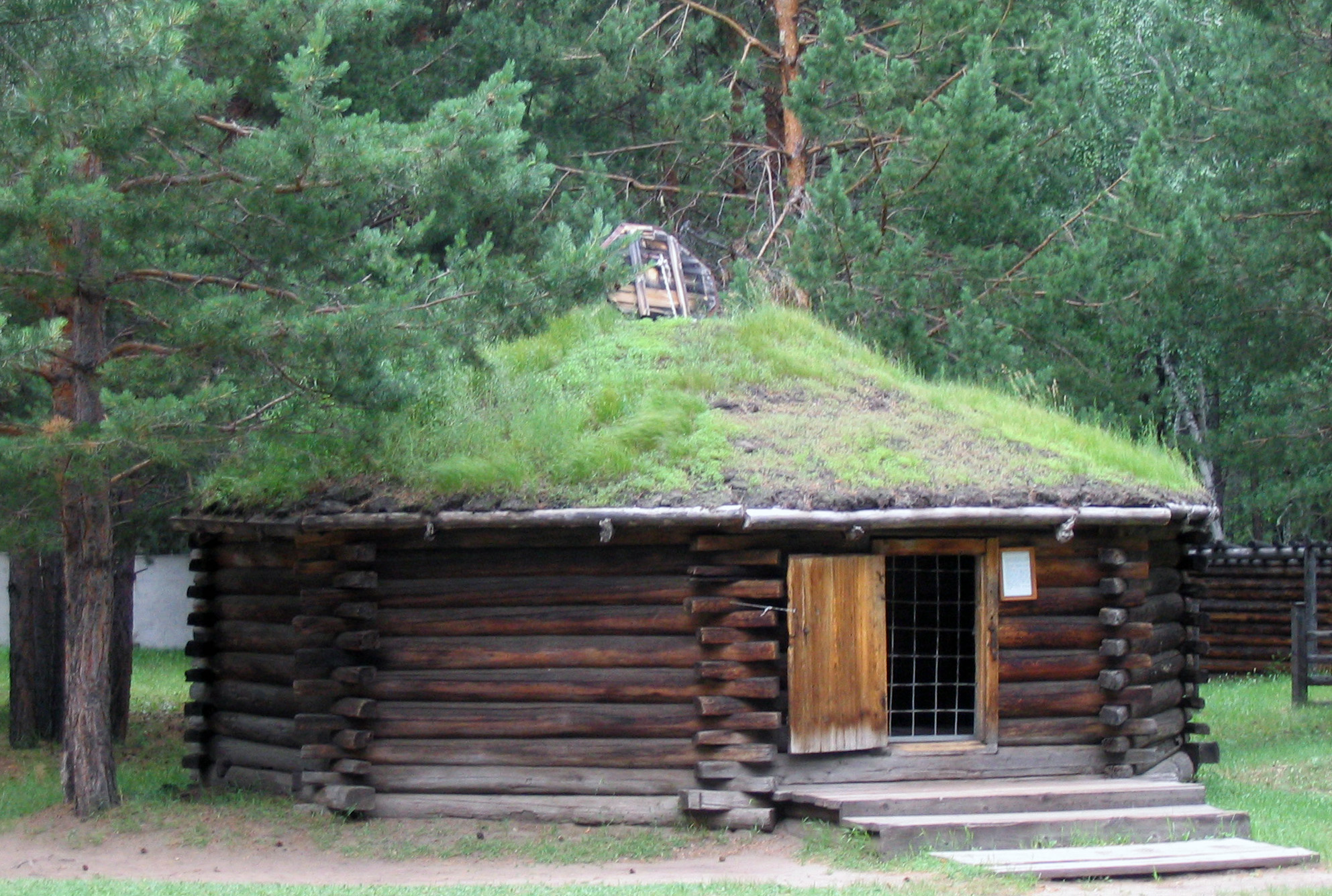
Юрта
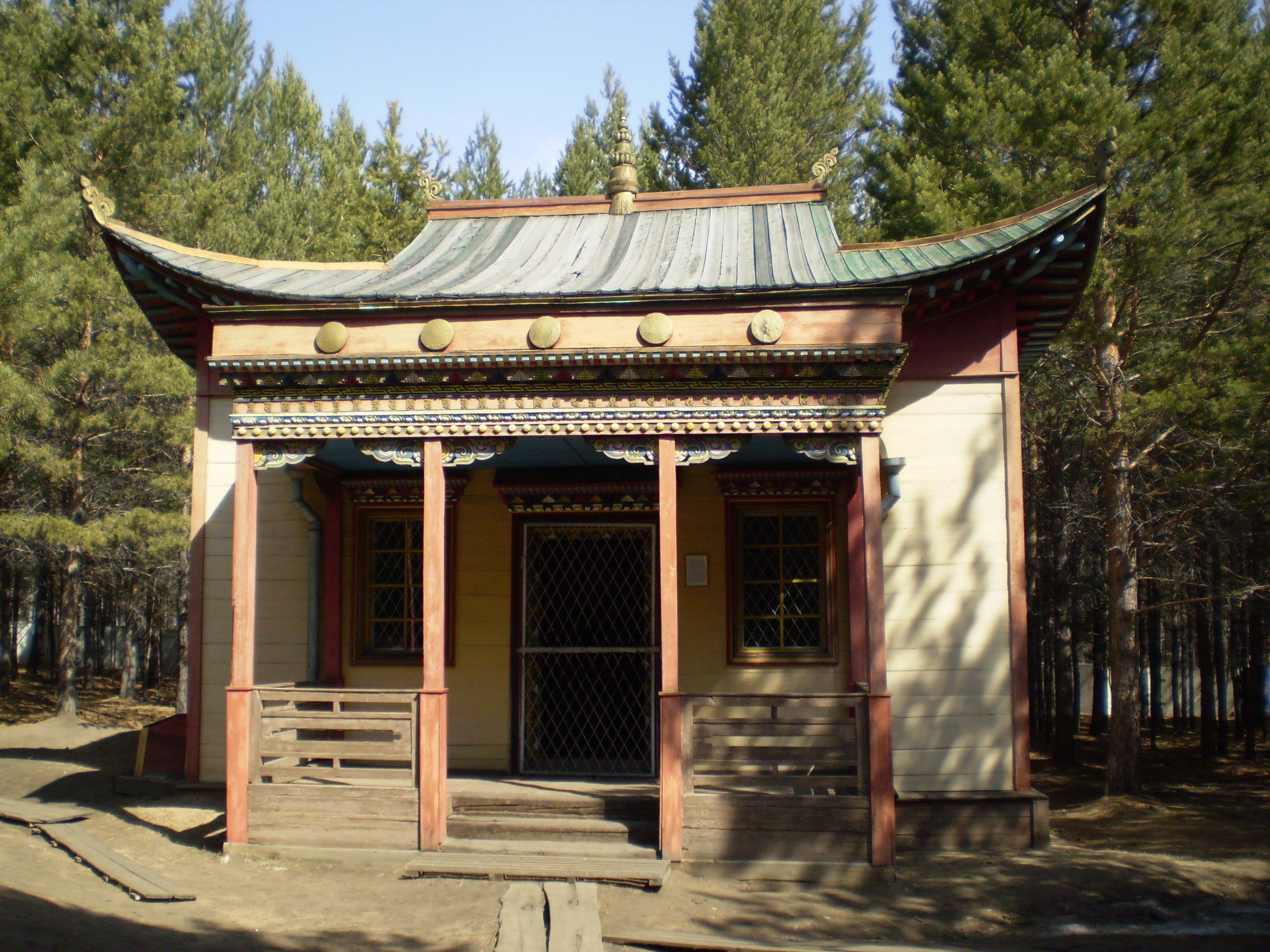
Дэваджин-дуган Тамчинский дацан  (2-я пол. XIX в.)
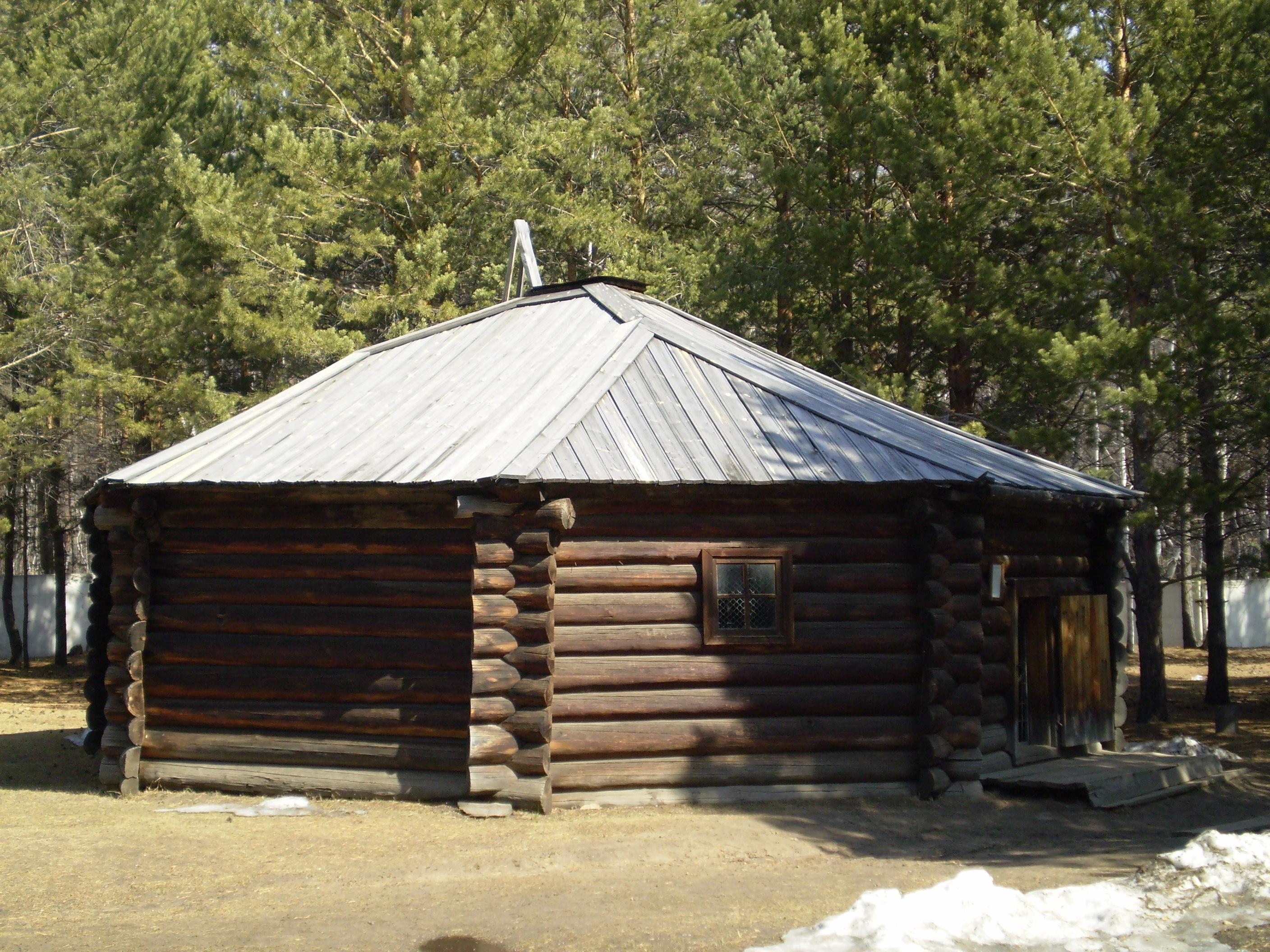
Юрта из улуса Качуг
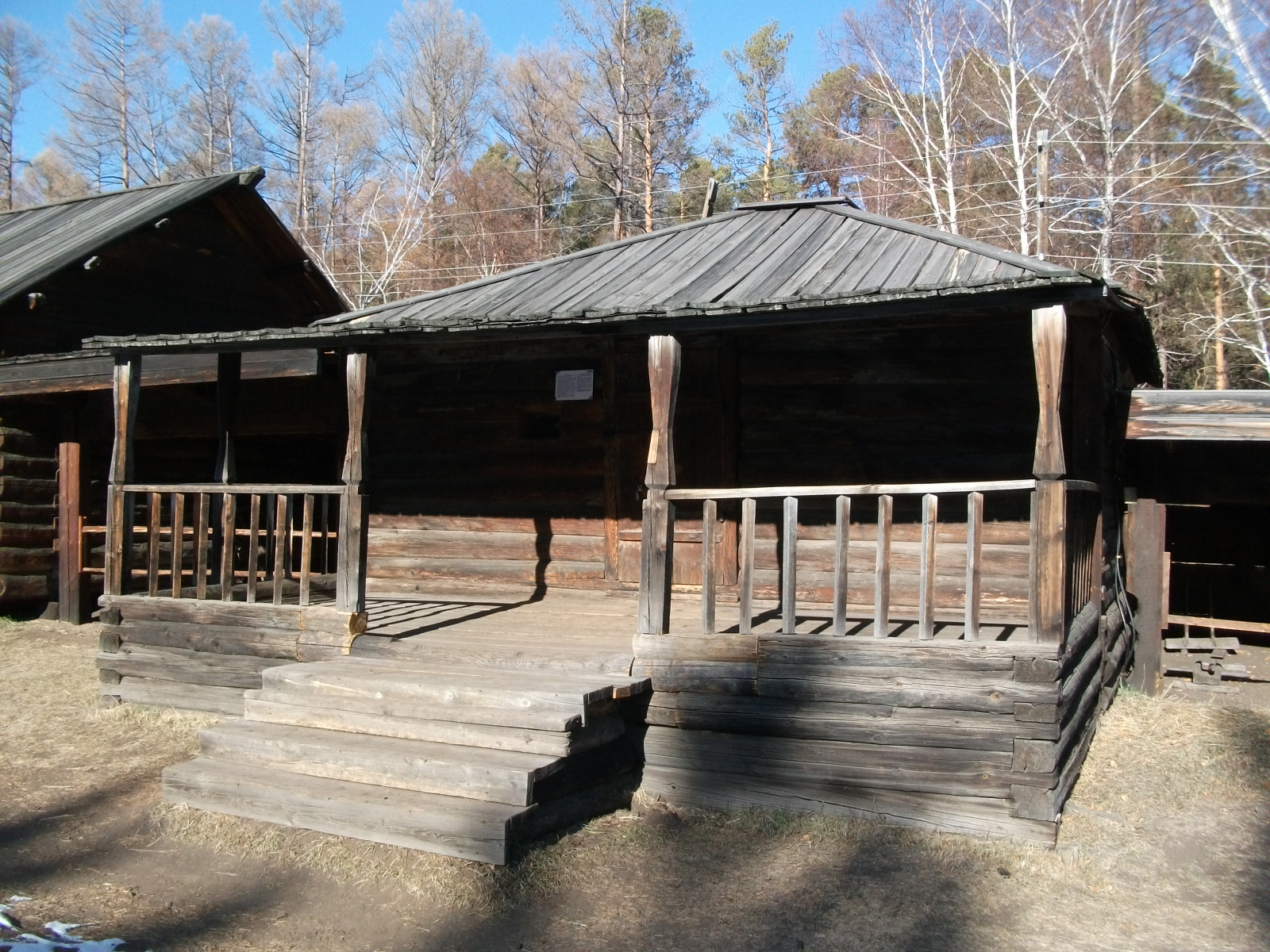
Юрта из улуса Хореты

#### Предбайкальский
В Предбайкальском комплексе демонстрируется усадьба бурята-казака с домом-зимником богатого бурята С. Б. Сафронова, построенным в 1900 году в селе Хареты (ныне Нукутский район Иркутской области). Перевезён в музей в 1975 году.

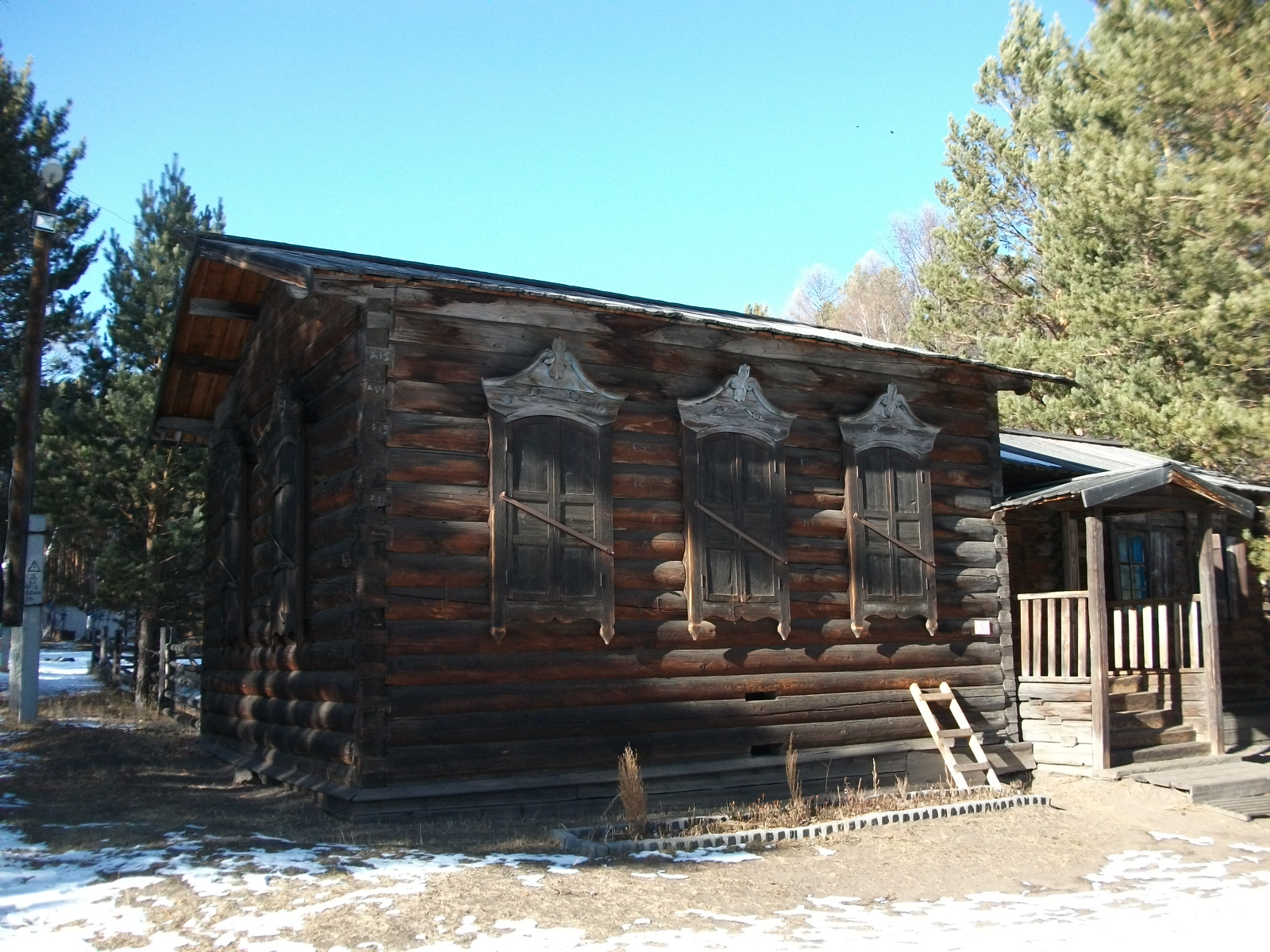
Дом жилой из улуса Арбижил
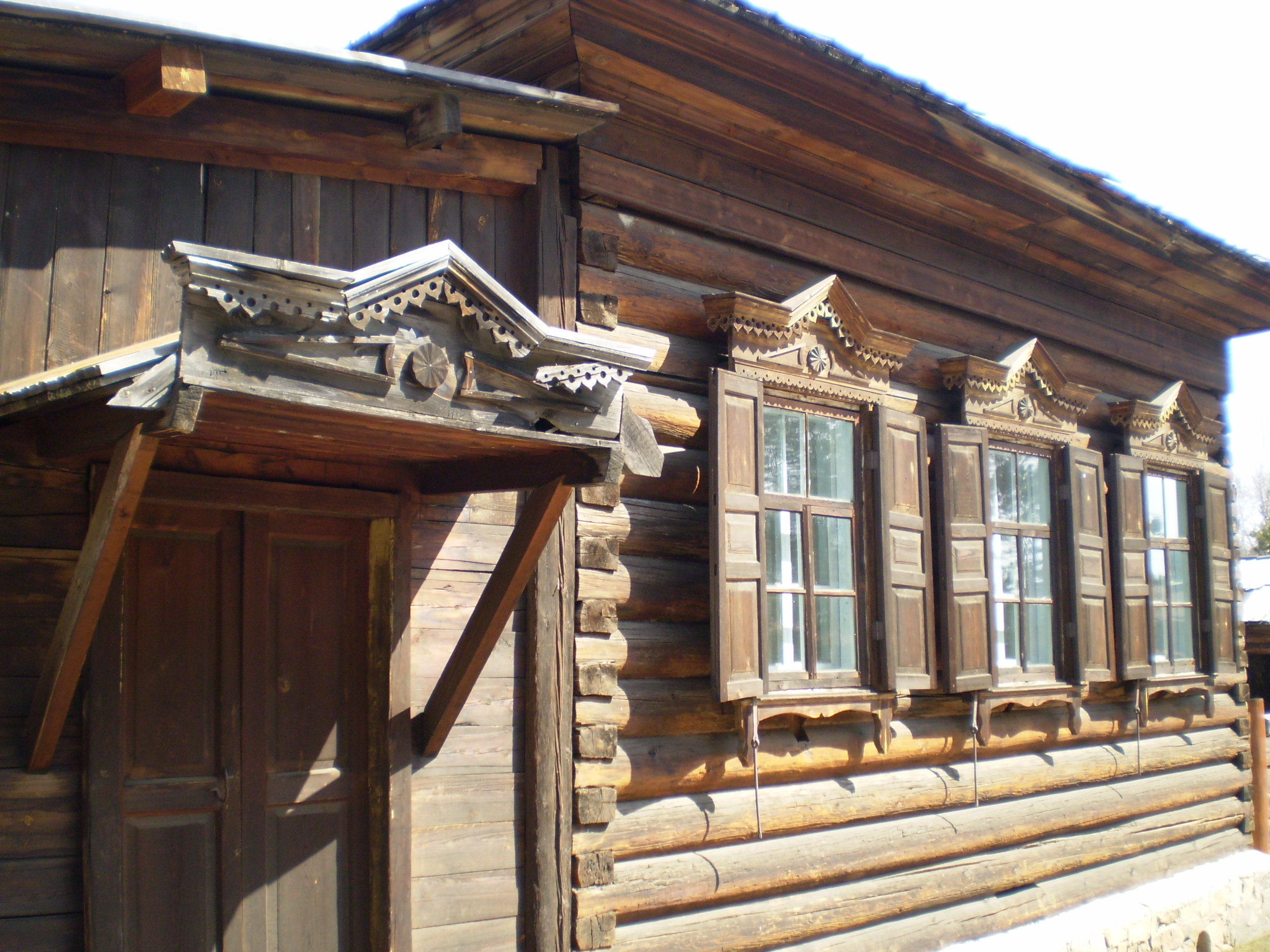
Зимний дом богатого бурята из улуса Хареты
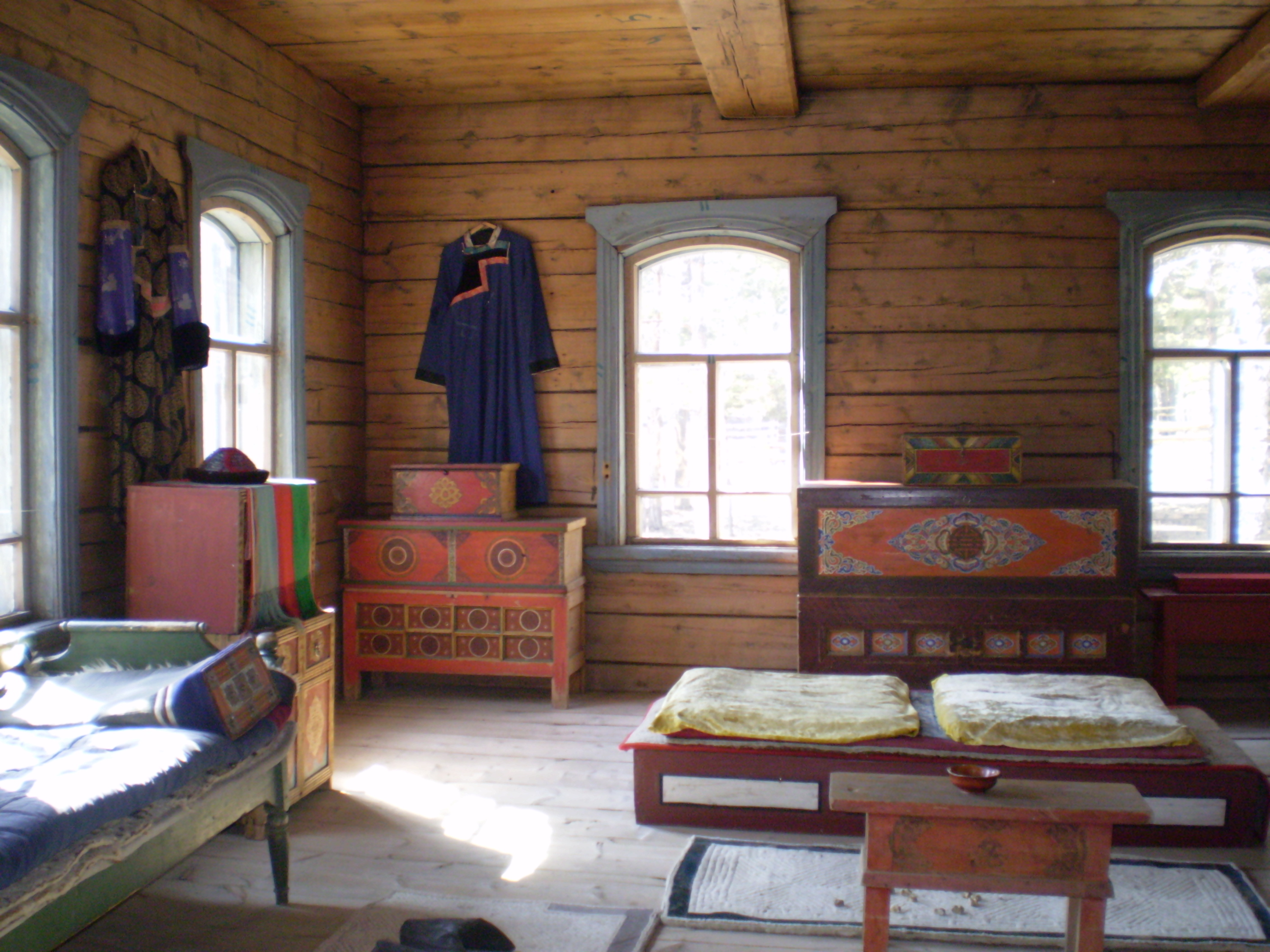
Внутреннее убранство бурятского дома

#### Забайкальский

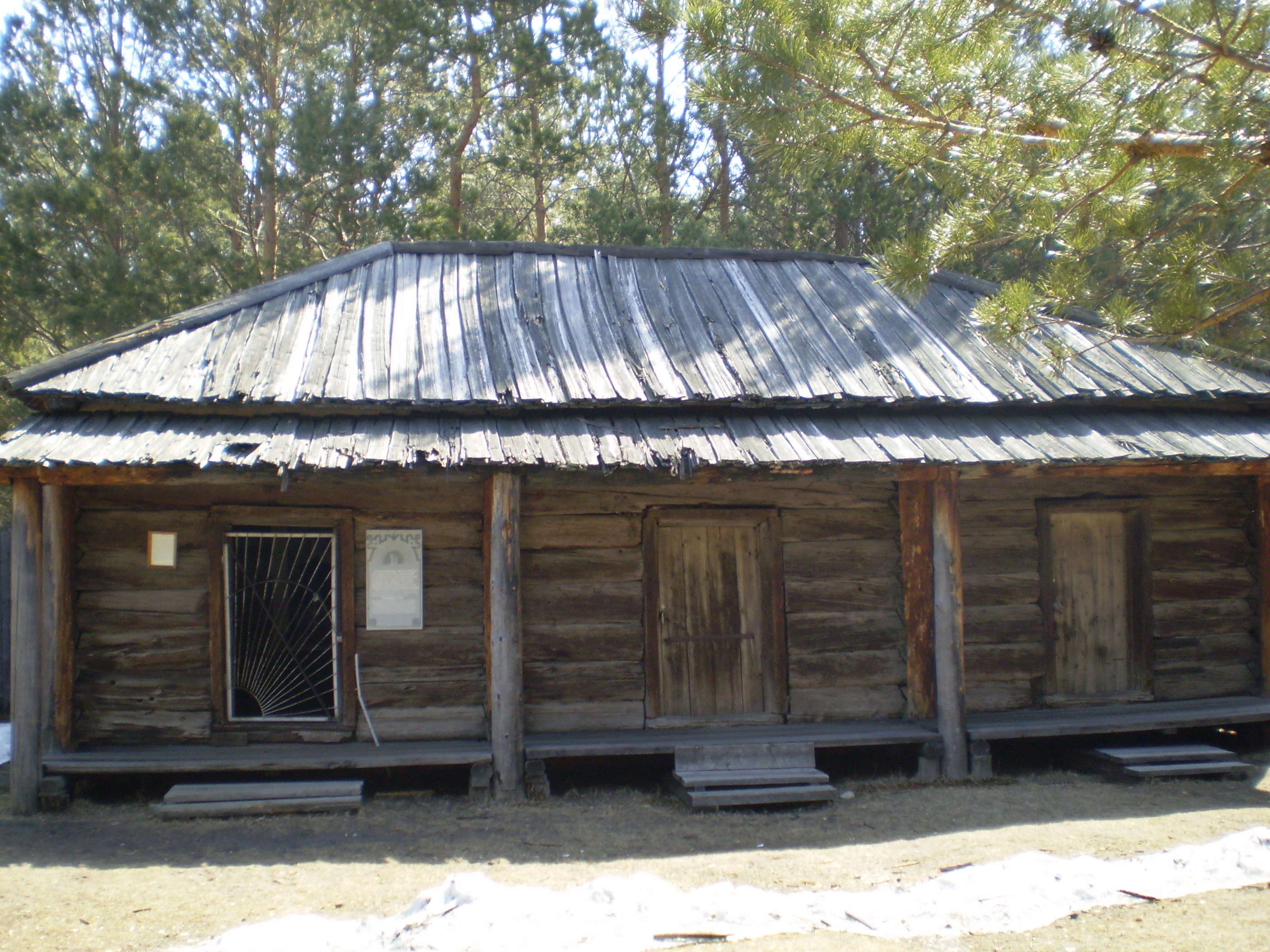
Этапный амбар для ночёвки ссыльных. Село Кульский Станок

Начиная с конца XVII века Забайкалье стало местом ссылки и каторги. На всём пути прохождения ссыльных и каторжан через каждые 25 вёрст располагались этапы и полуэтапы и ночлега. В Верхнеудинском округе находилось более 20 этапов.
Трёхкамерный этапный амбар перевезён из села Кульский Станок Хоринского района. В амбаре располагается выставка «Из истории ссылки и каторги Забайкалья».

### Городской комплекс
В городском комплексе демонстрируются дома старого Верхнеудинска, современного Улан-Удэ.
Городской дом с мезонином был построен в 1900 году. Находился на улице Почтамтской, 22 и принадлежал чиновнику. Перевезён в музей в 1978 году. Восстановлен с отступлениями от первоначальной архитектуры. В доме находится экспозиция традиционного интерьера дома зажиточного горожанина начала XX века.
Дом коридорного типа. Находился на улице Большой Николаевской, 67. Построен в 1909 году. Двухэтажное здание предназначалось для сдачи в аренду меблированных комнат. Дом перевезён в музей в 1979 году.

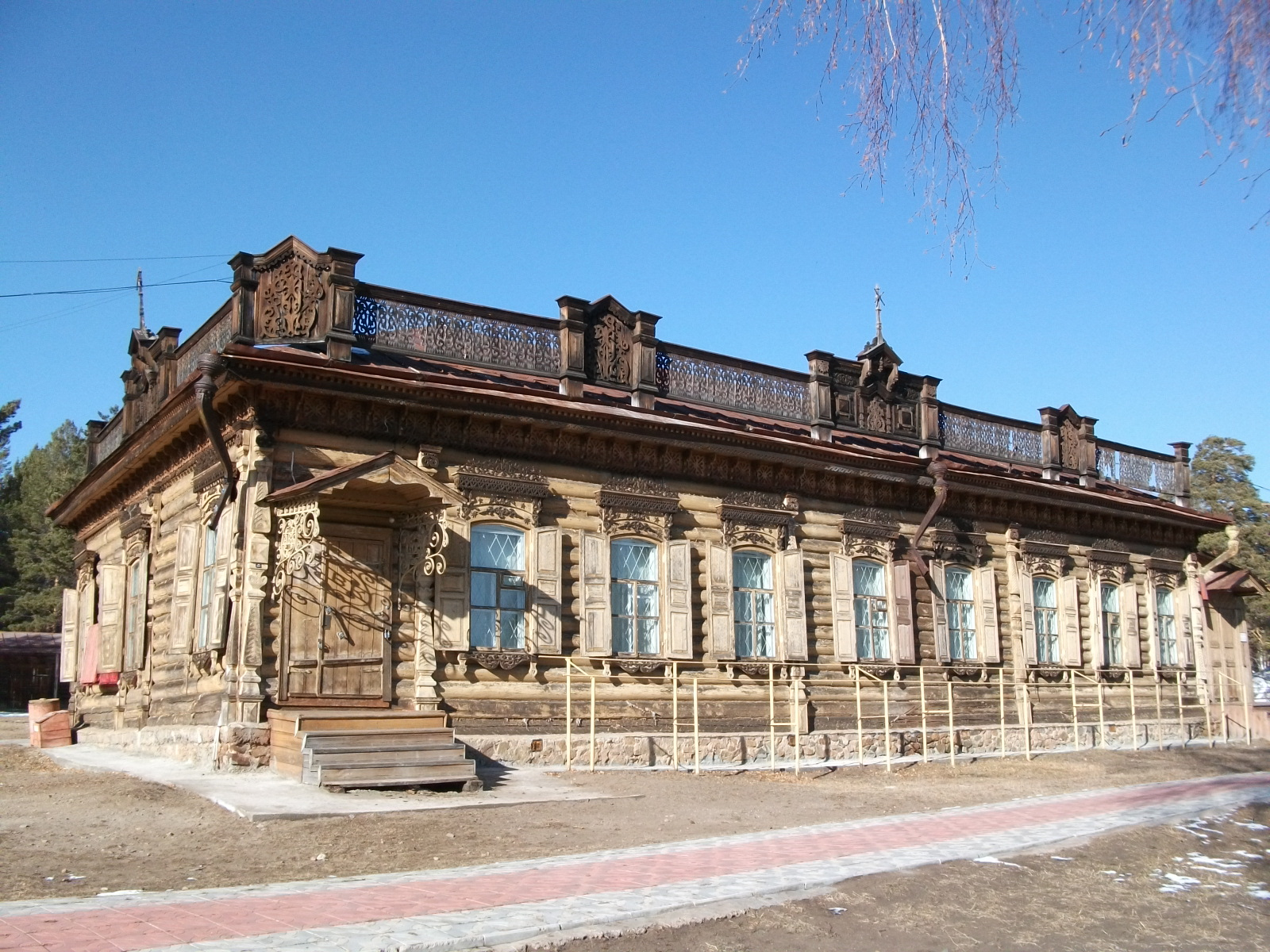
Доходный дом
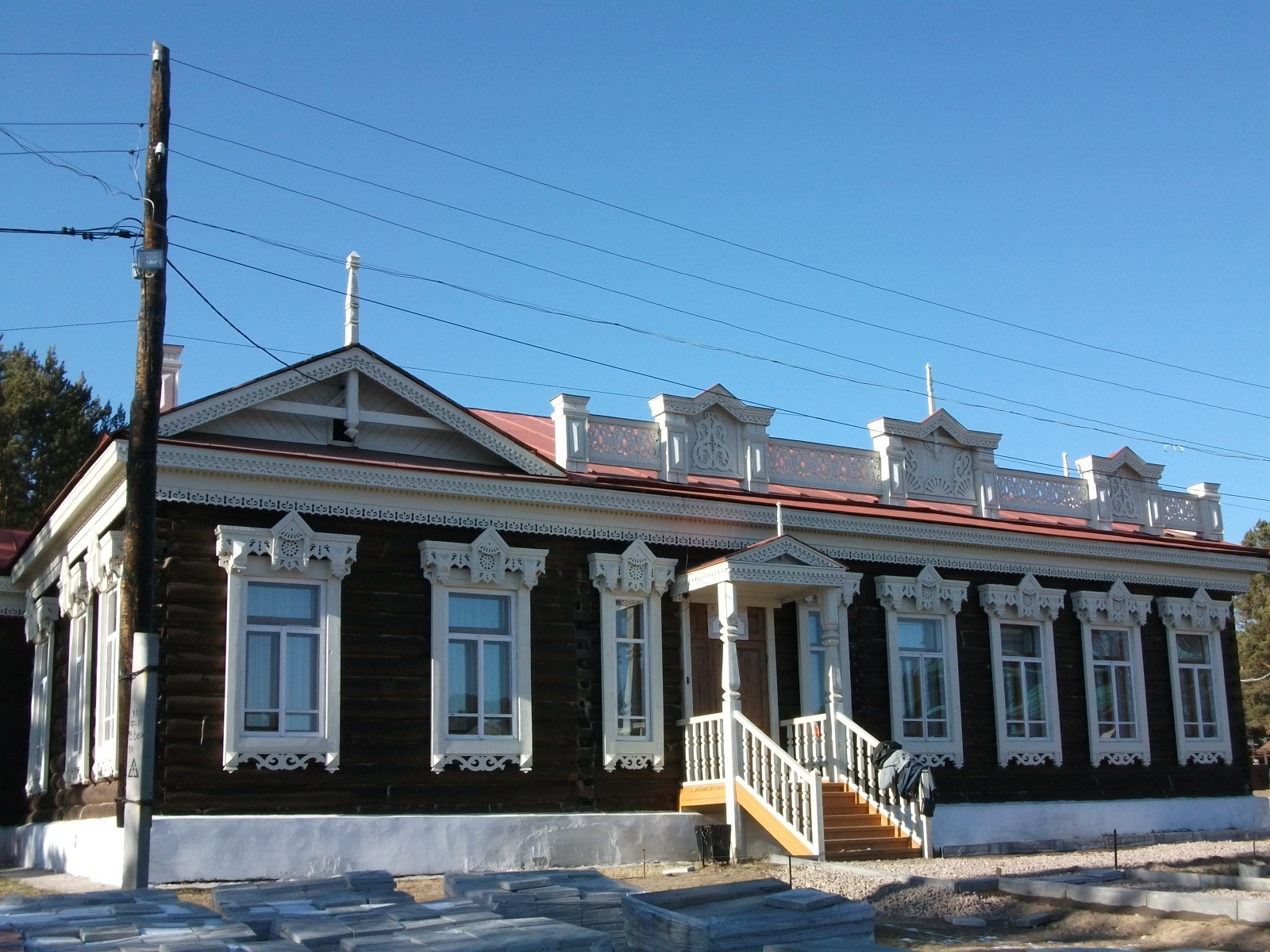
Дом Танских
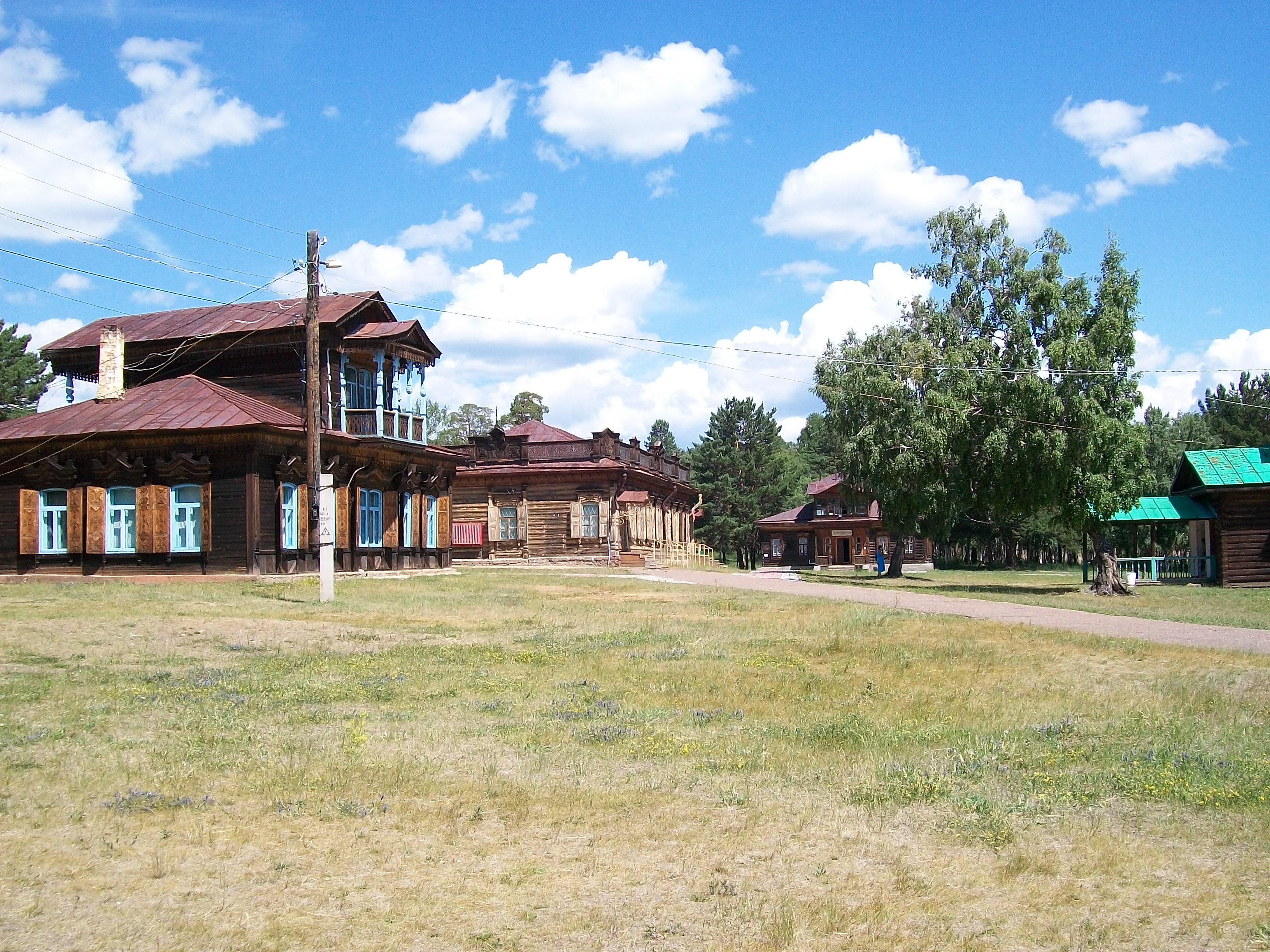
Городской комплекс Верхнеудинска
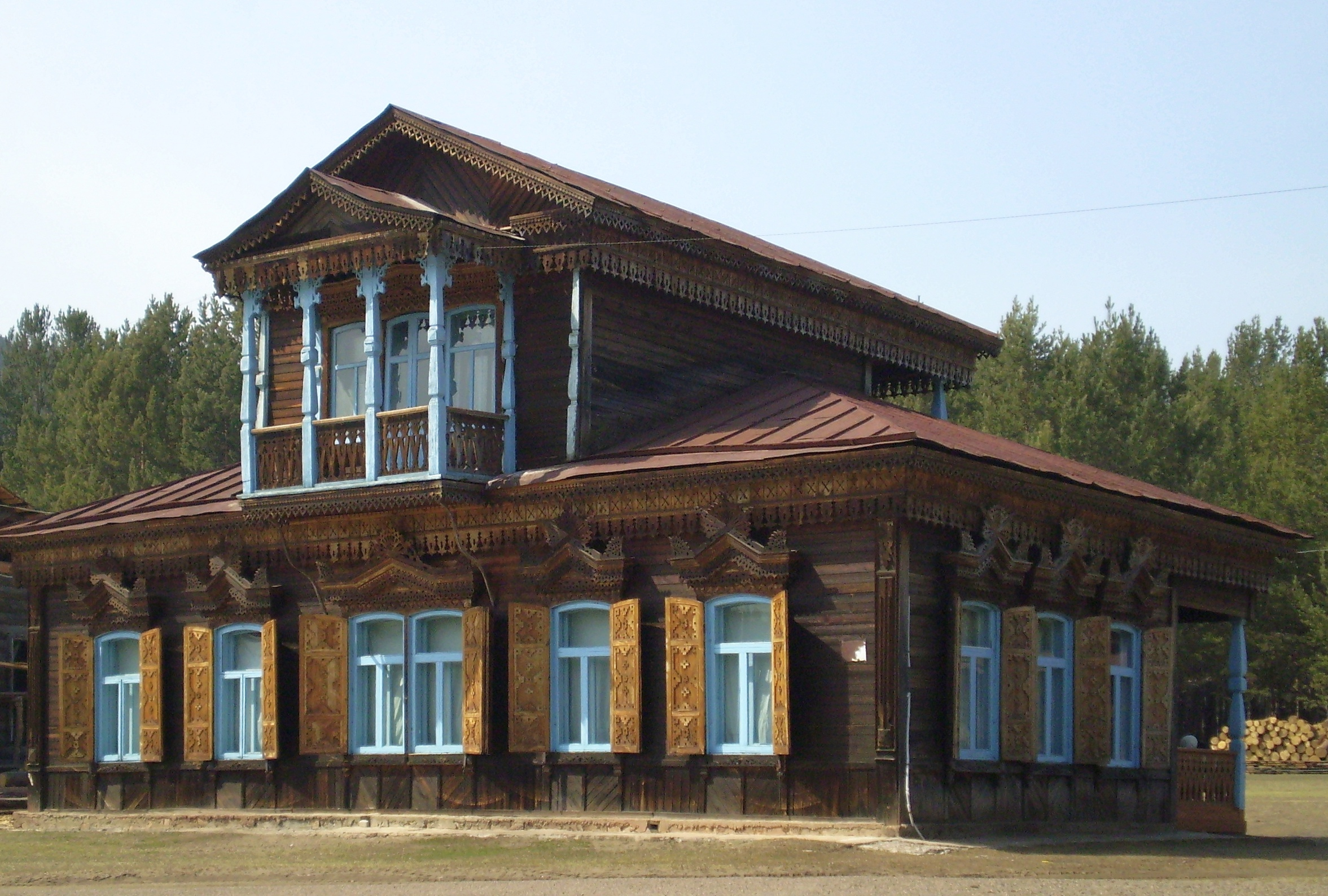
Дом с мезонином

### Старожильческий комплекс
Старожильческий комплекс состоит из домов пашенного крестьянина и казачьего атамана. Дом пашенного крестьянина, построенный в 1880 году, вывезен из села Батурино Прибайкальского района. Напротив него расположены строения 1919 года: завозня, амбар, двухстенный сарай, перевезённые из ныне несуществующего села Клочнёво Прибайкальского района.

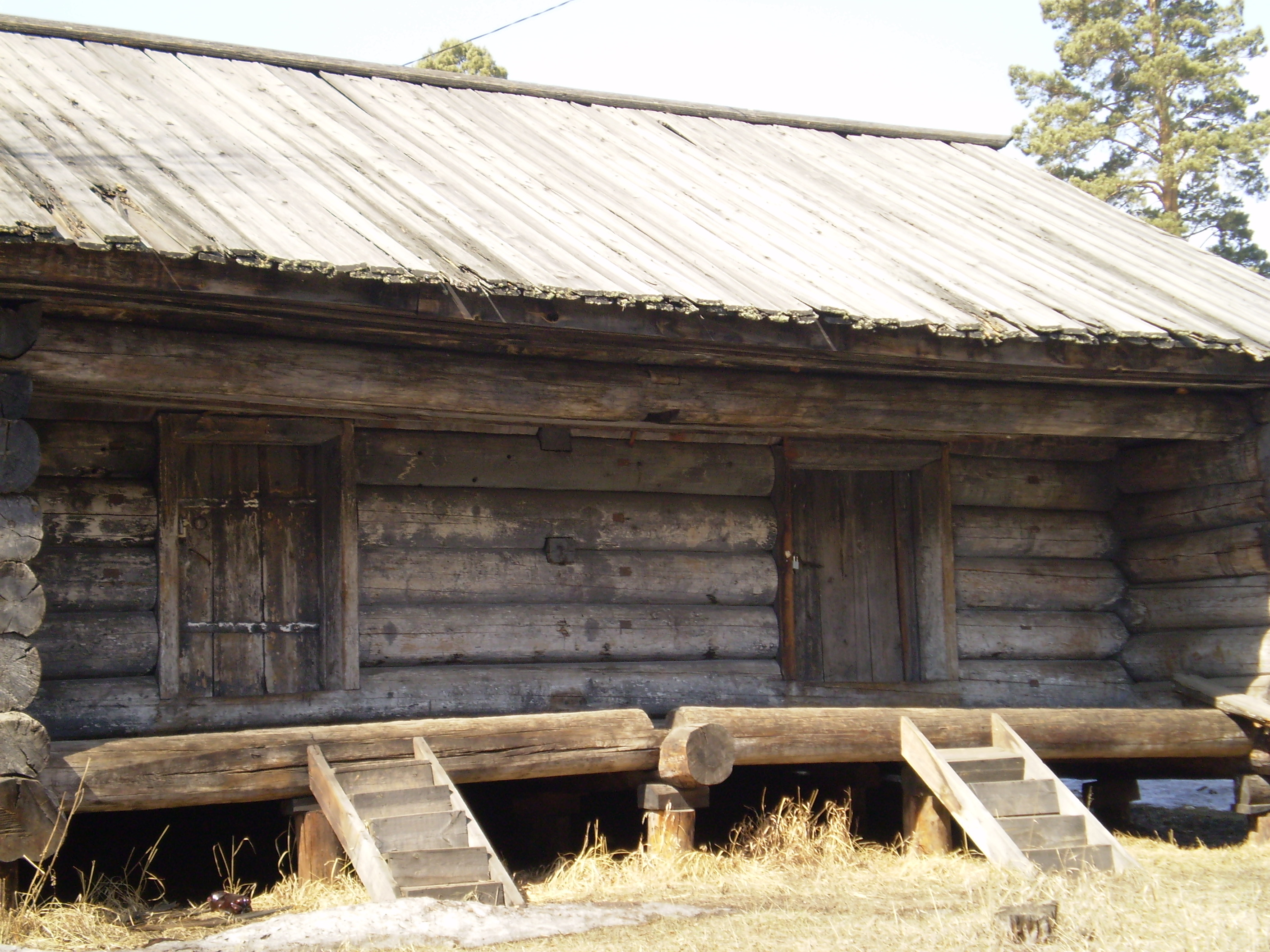
Двухкамерный амбар из села Клочнёво
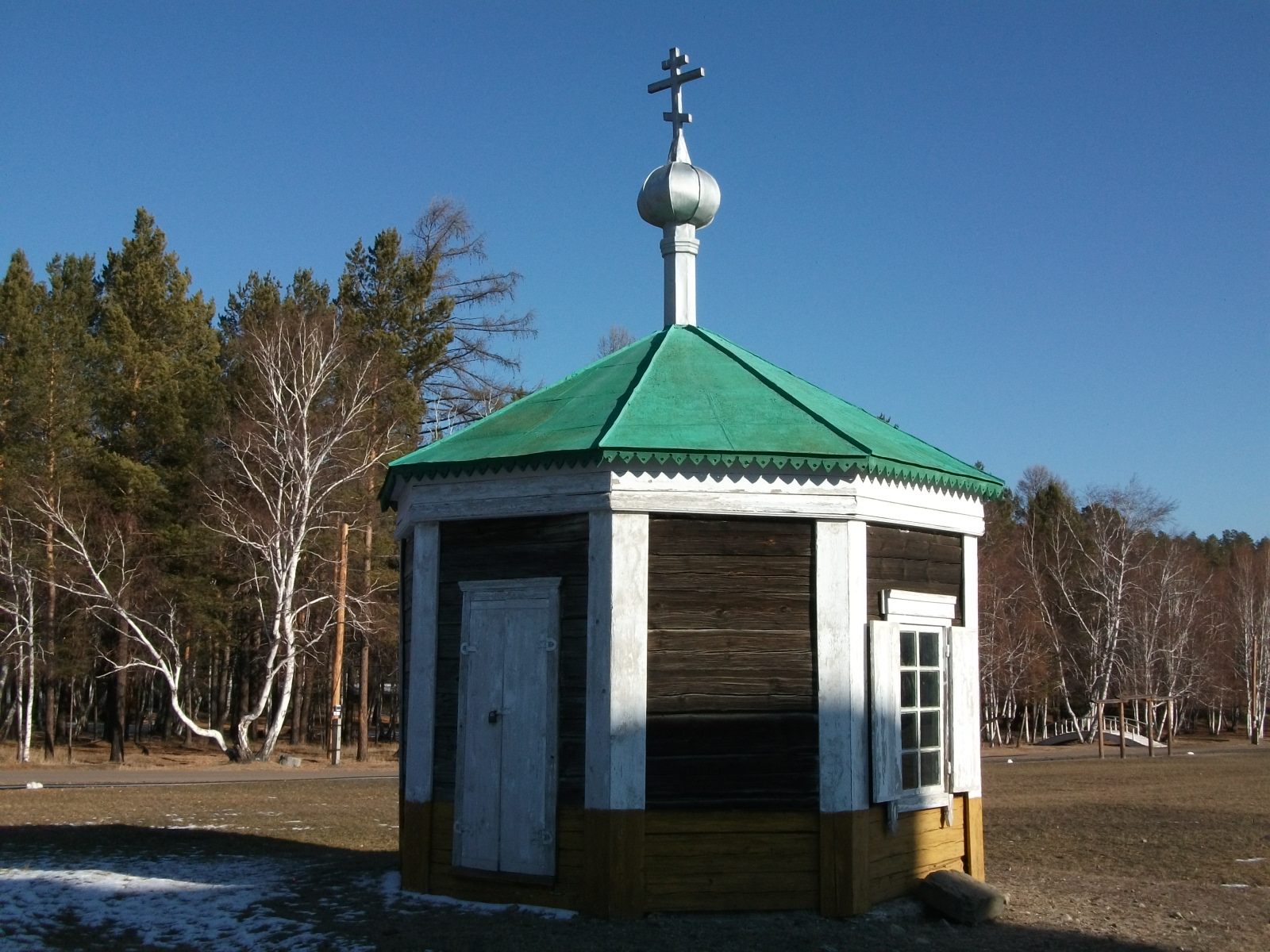
Часовня из Староселенгинска

### Старообрядческий комплекс
Одна из экспозиций музея состоит из домов старообрядцев-семейских, сосланных в Сибирь в XVIII веке. Выстроена типичная улица односторонней застройки конца XIX — начала XX века, состоящая из дома зажиточного крестьянина со всеми надворными постройками, избы крестьянина-ремесленника, дома богатого старообрядца. В небольшом удалении расположена старообрядческая часовня.
Дом крестьянина Красикова построен в 1861 году в селе Барыкино-Ключи. В завозне двора крестьянина-ремесленника устроена выставка хозяйственного инвентаря: сохи, плуги, бороны, молотилки, станки, сани и т.д. В огороде расположена кузница, перед которой два станка: для подковывания лошадей и гнутья дуг и полозьев. Кузница построена в конце XIX века в улусе Арбижил и вывезена в музей в 1971 году.
Дом-«связь», принадлежавший крестьянину Зайцеву, построен в конце XIX века в селе Надеино Тарбагатайского района. Перевезён в музей в 1972 году. Дом ориентирован длиной стороной на улицу. Четыре окна с одностворчатыми ставнями. На ставнях изображены цветы, птицы и олени.
Двухэтажный дом богатого старообрядца Борисова построен в селе Куйтун во второй половине XIX века. Перевезён в музей в 1972 году. Характерная особенность дома — высокое крыльцо. На первом этаже располагалась торговая лавка, кладовая и казёнка.
Ворота построены в 1906 году в селе Новая Брянь по заказу Родионова. На них указан год рождения его дочери Анны. По семейному преданию ворота изготовили буряты. В 1978 году они были реконструированы в музее. Богатое украшение ворот указывало на богатство хозяина дома.

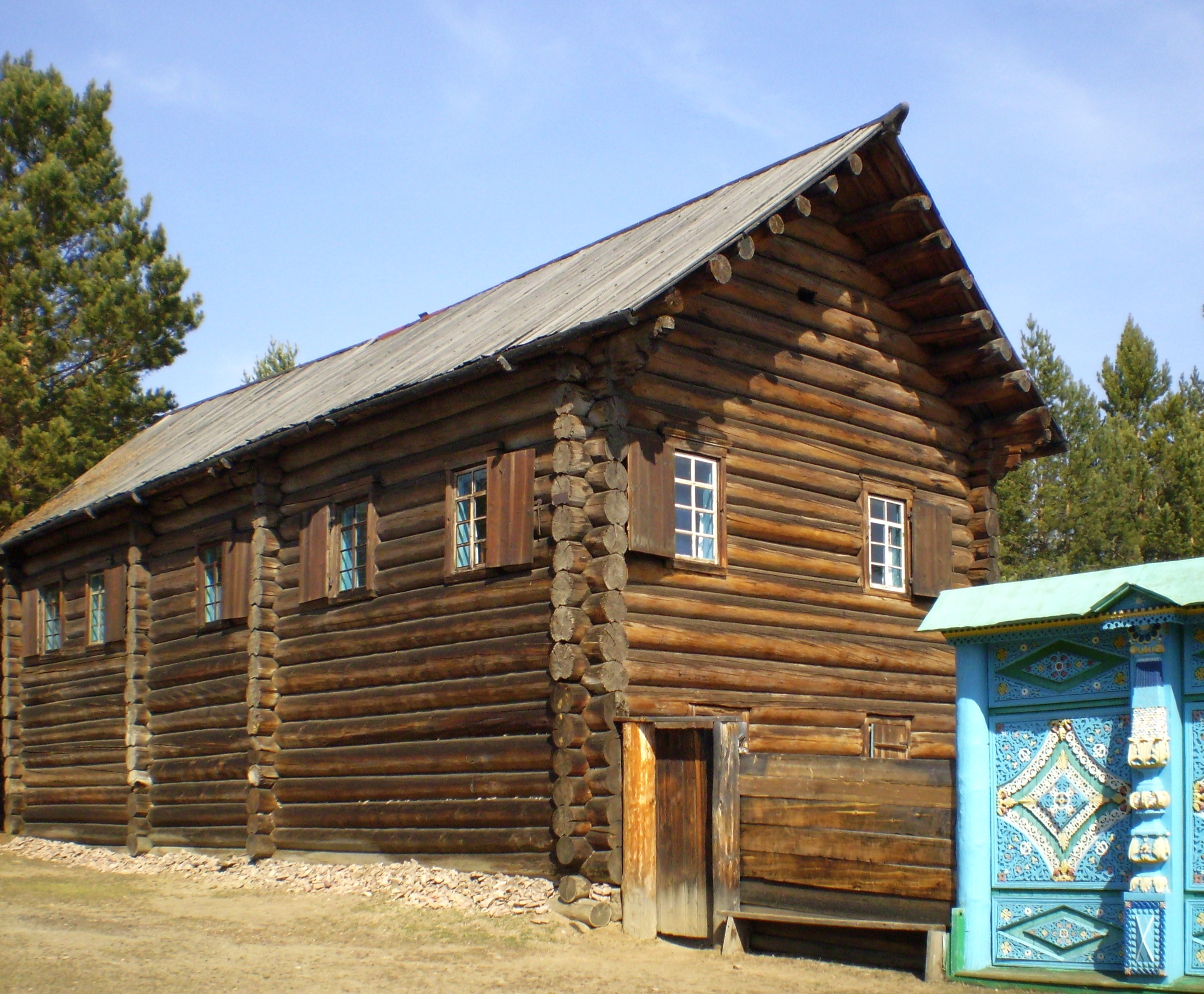
Дом Борисова из села Куйтун
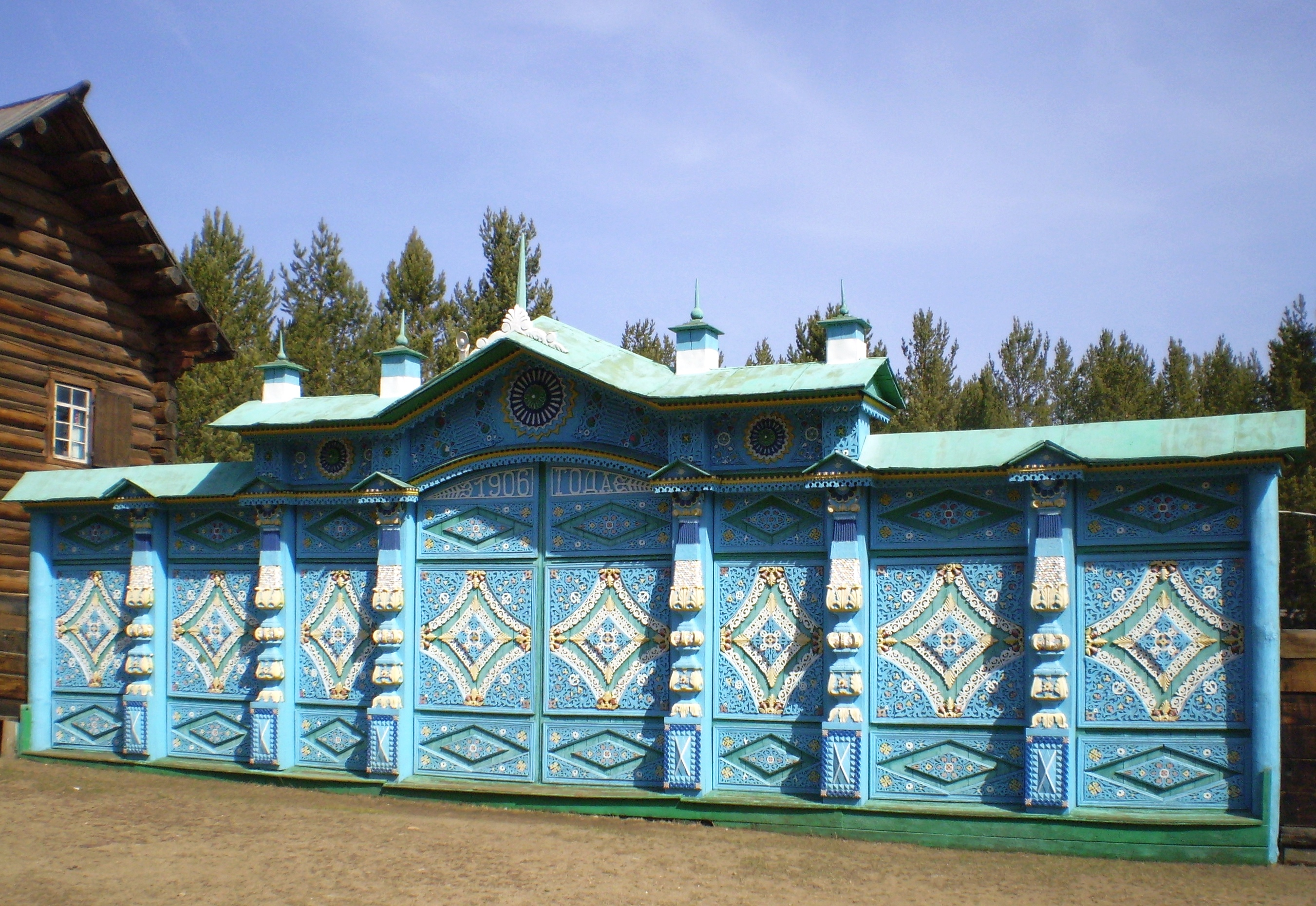
Въездные ворота из села Новая Брянь
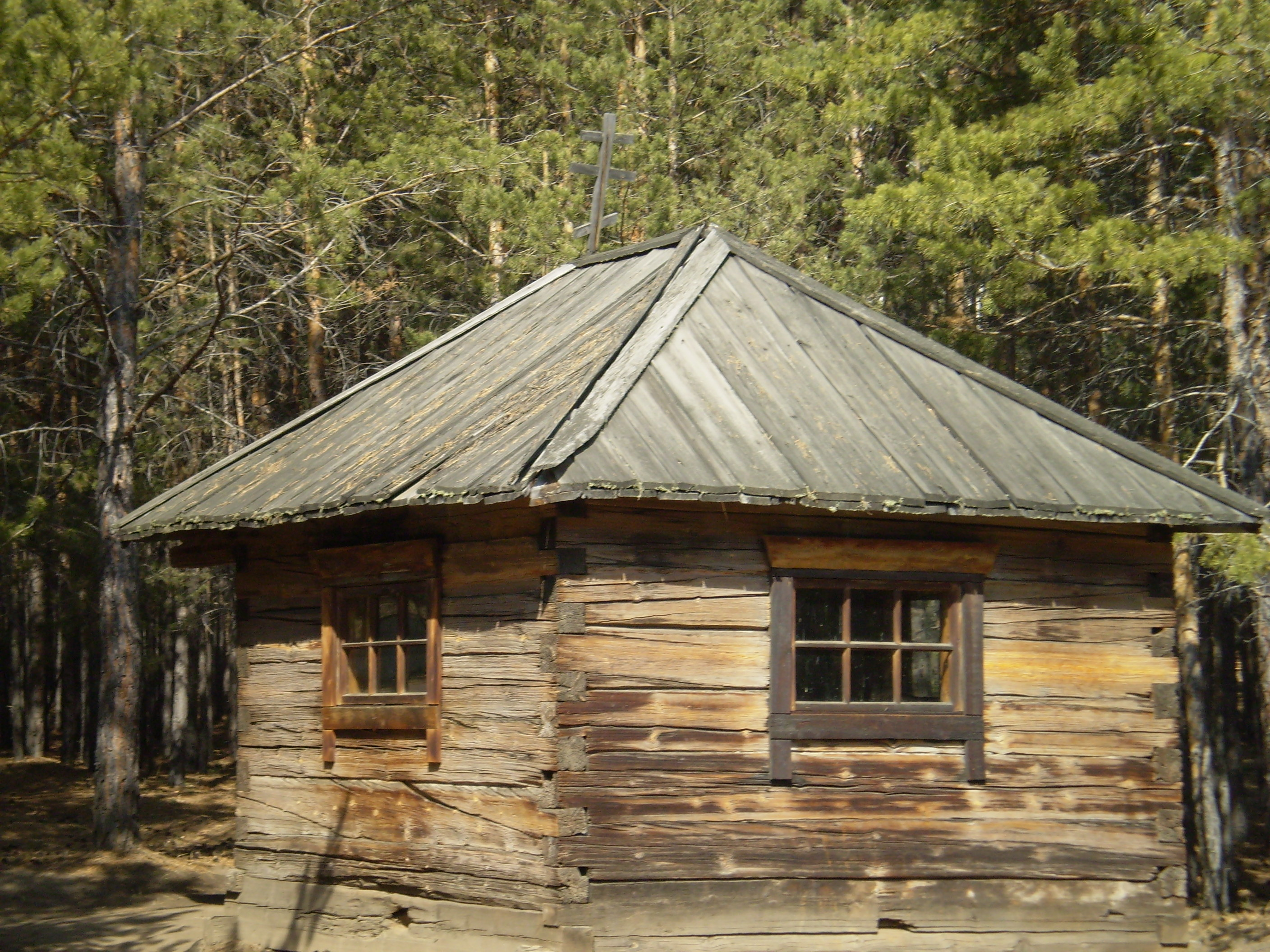
Старообрядческая часовня из д. Ключи
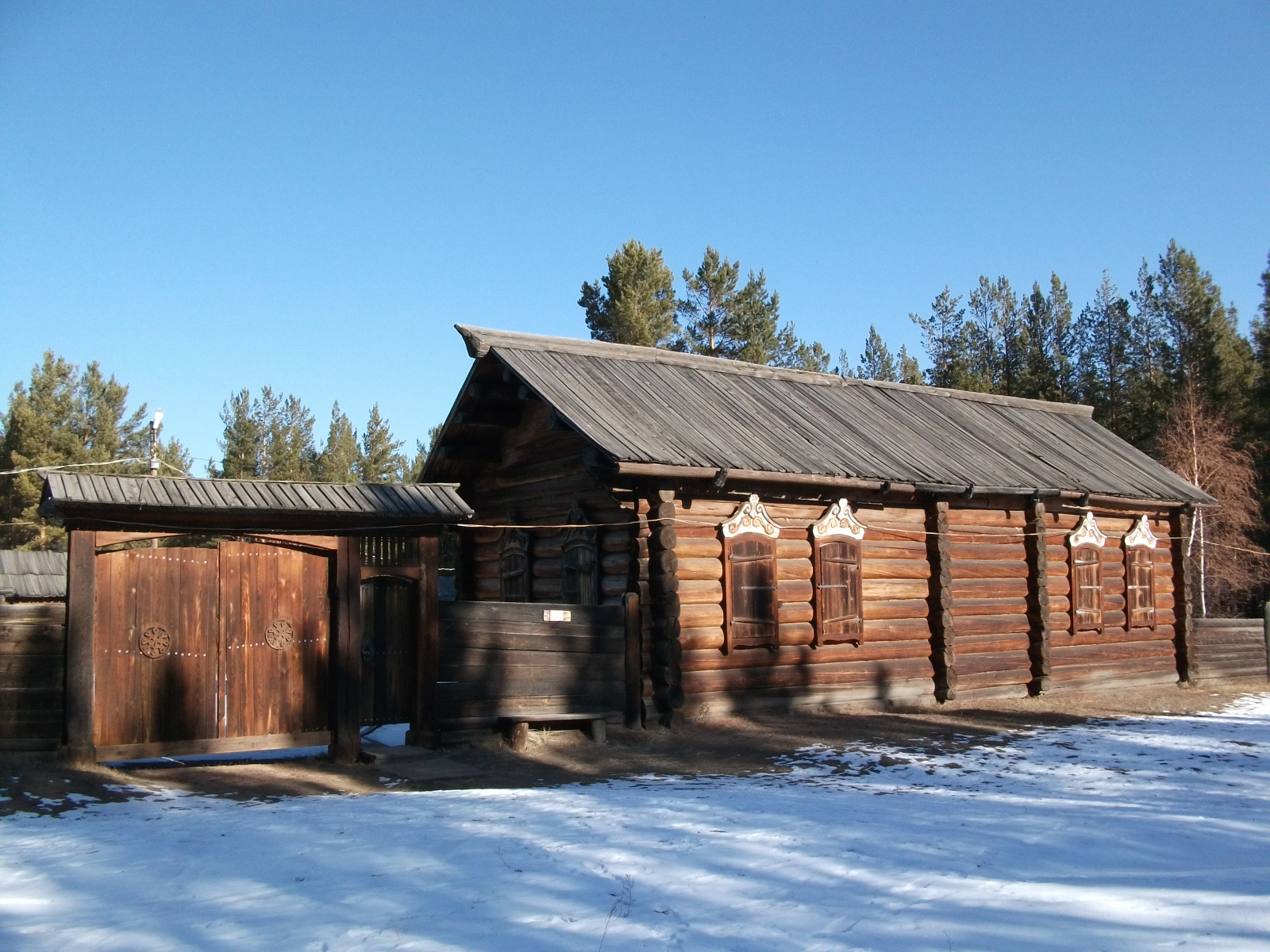
Дом Зайцева из села Надеино, 1897 г.
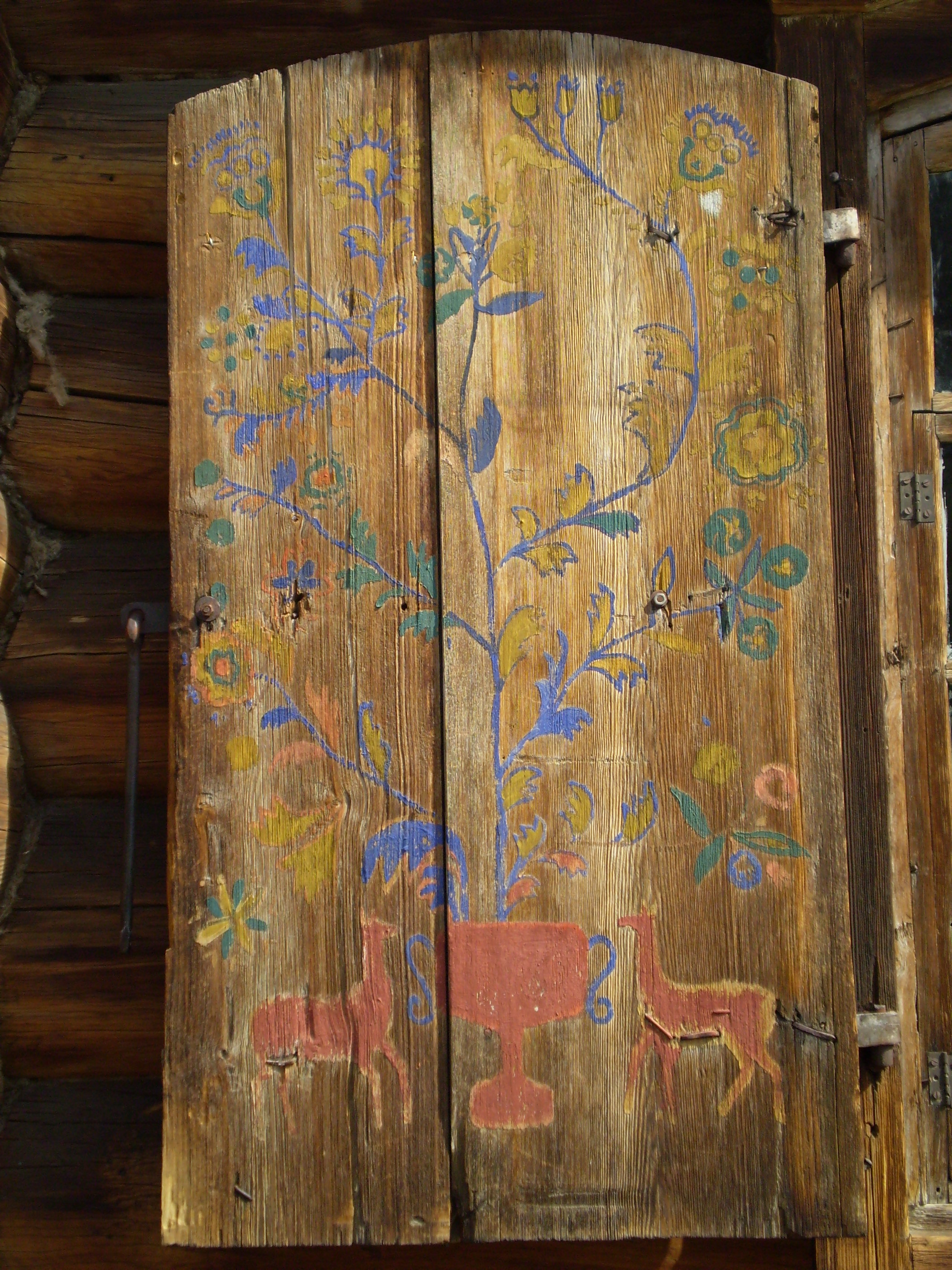
Ставни на окнах дома Зайцева
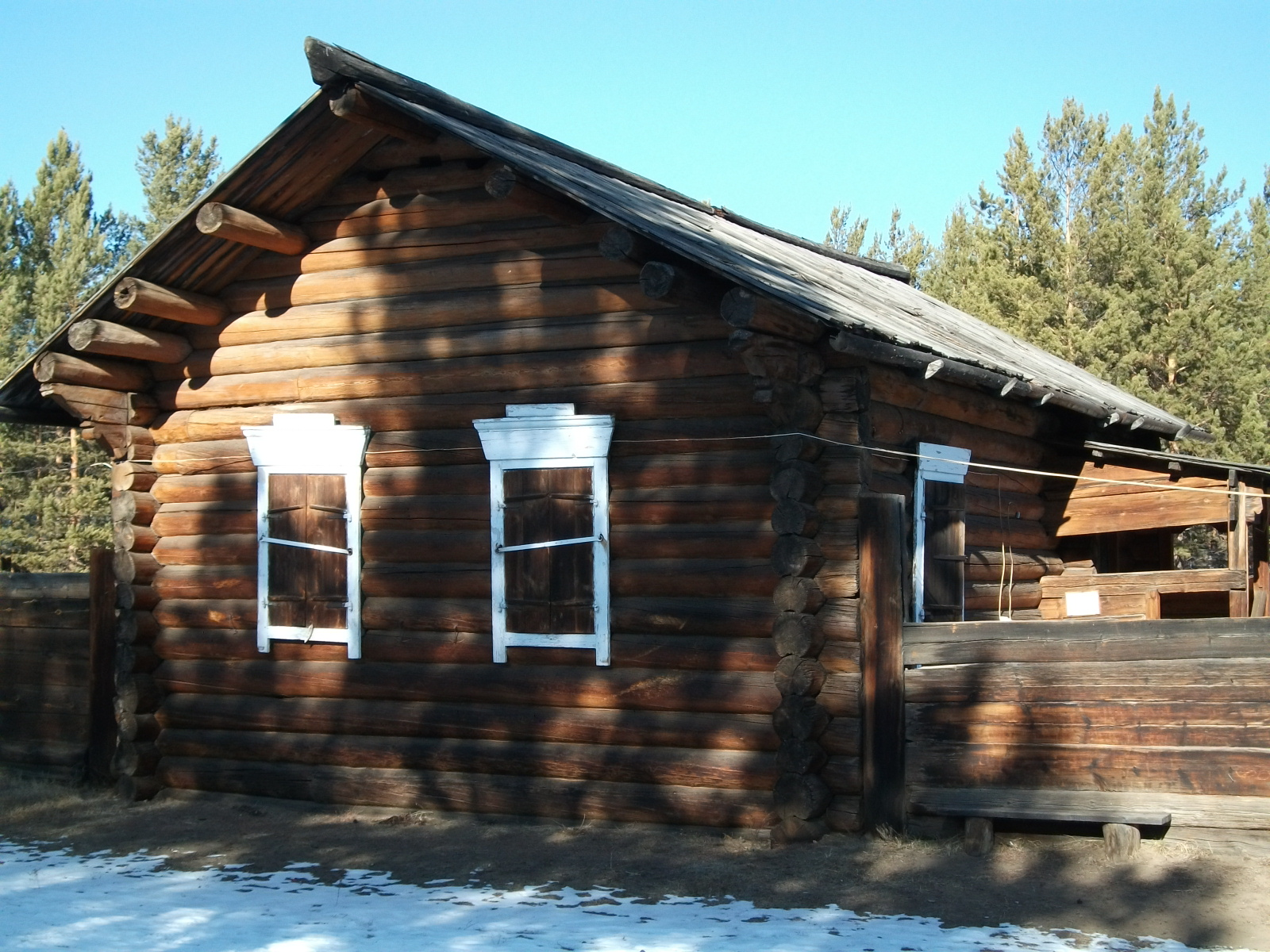
Дом Красикова из Барыкино-Ключи
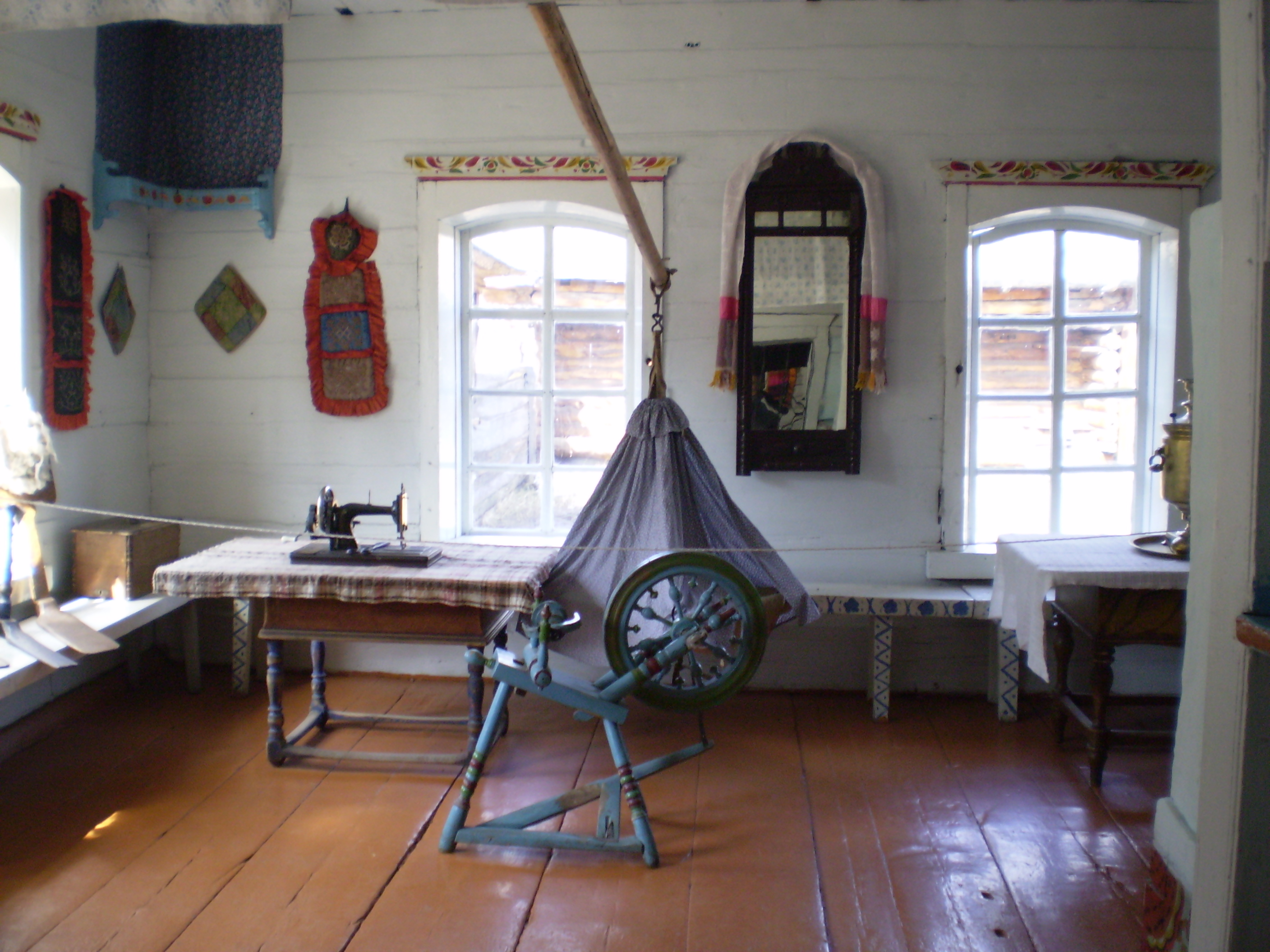
Убранство старообрядческого дома.

### Эвенкийский комплекс
В Эвенкийском комплексе демонстрируются чумы, лабазы, утварь.

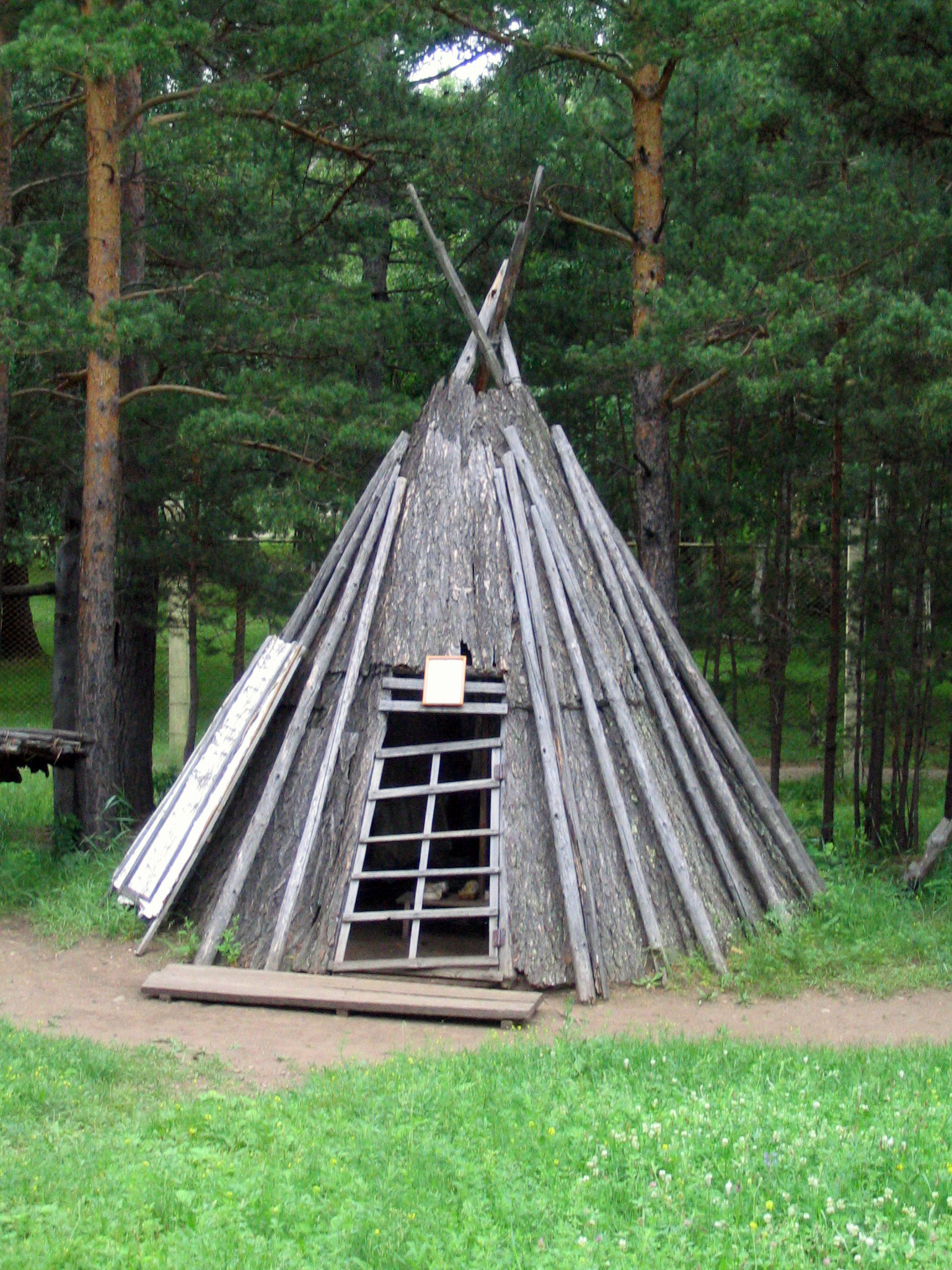
Чум
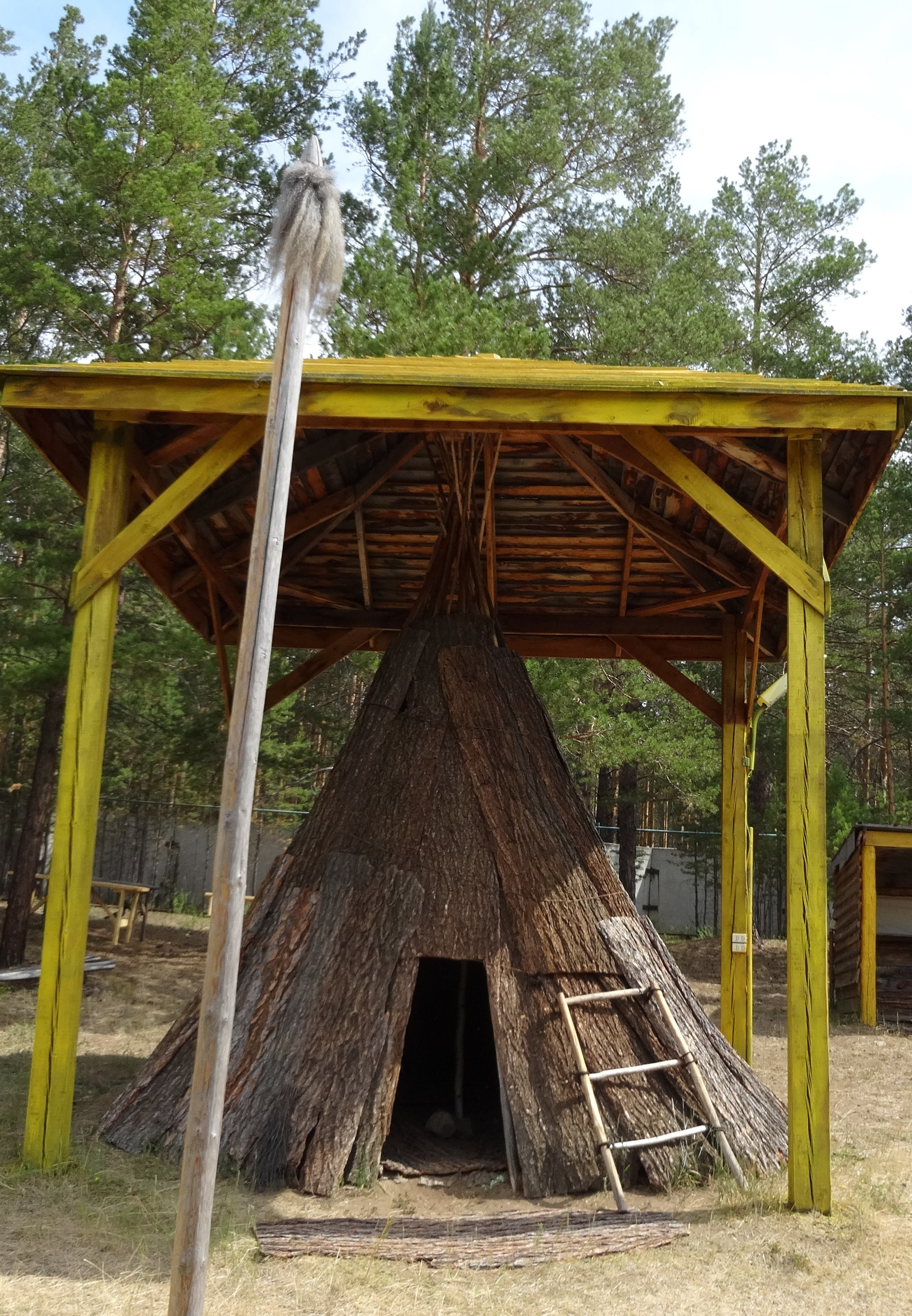
Чум

## Народные гулянья

### Масленица
В музее ежегодно проводится празднование Масленицы. Праздник пользуется большой популярностью среди жителей и гостей города Улан-Удэ. В числе постоянных посетителей Масленицы — семьи, туристические группы, школьники и студенты.
Этнографический музей традиционно провожает зиму катаниями и играми, песнями и частушками, шутками и прибаутками. Проводятся театрализованное представление, хоровод, конкурсы, забавы и множество других потех. Гости смогут взобраться за призом на столб, сразиться «стенка на стенку», устроить бой мешками и посоревноваться в поедании блинов. Традиционно самые ловкие и умелые получают различные ценные призы от серебряных украшений до электроинструментов. Кульминационным моментом праздничного гуляния становится сжигание чучела Масленицы.

### День празднования Святой Троицы
Организаторы праздника — республиканского фестиваля русской культуры «Байкальский хоровод»  готовят программу для детей и взрослых: выставки изделий народных мастеров, русского костюма, ярмарку русской кухни, мастер-классы по русскому хороводу, музыкальным инструментам, интерактивные мастерские по народным промыслам, молодецкие игры и забавы.
Основные мероприятия: республиканский фестиваль-конкурс «Русская песня», республиканский конкурс русского народного танца «Русский перепляс», фестиваль-конкурс «Играй, гармонь, звени, частушка!», республиканский конкурс коллекций русского костюма, фестиваль-концерт духовных песнопений «Поёт душа», конкурс-презентация площадок муниципальных районов «Мой край родной!».

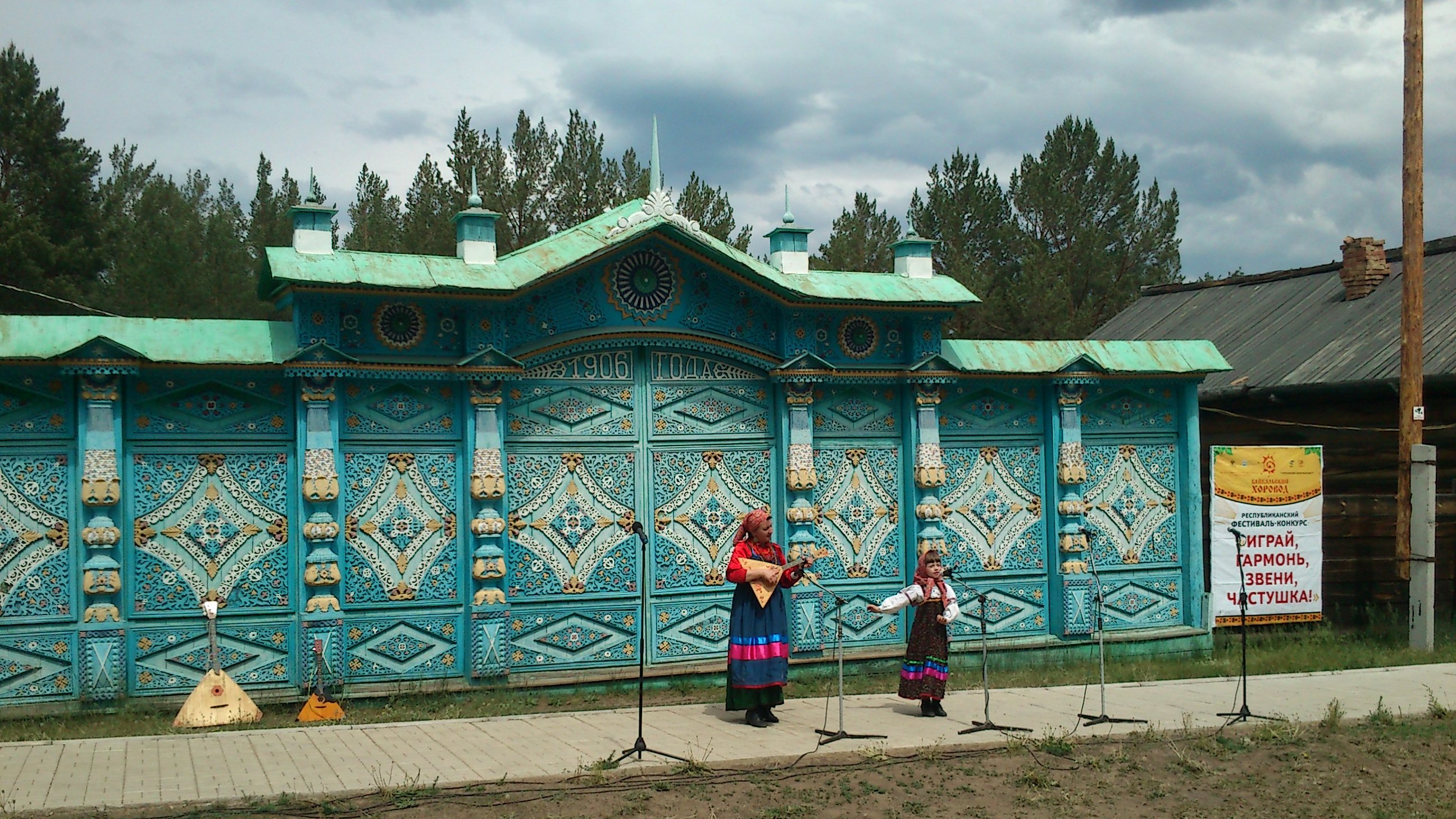
конкурс «Играй, гармонь, звени, частушка!»
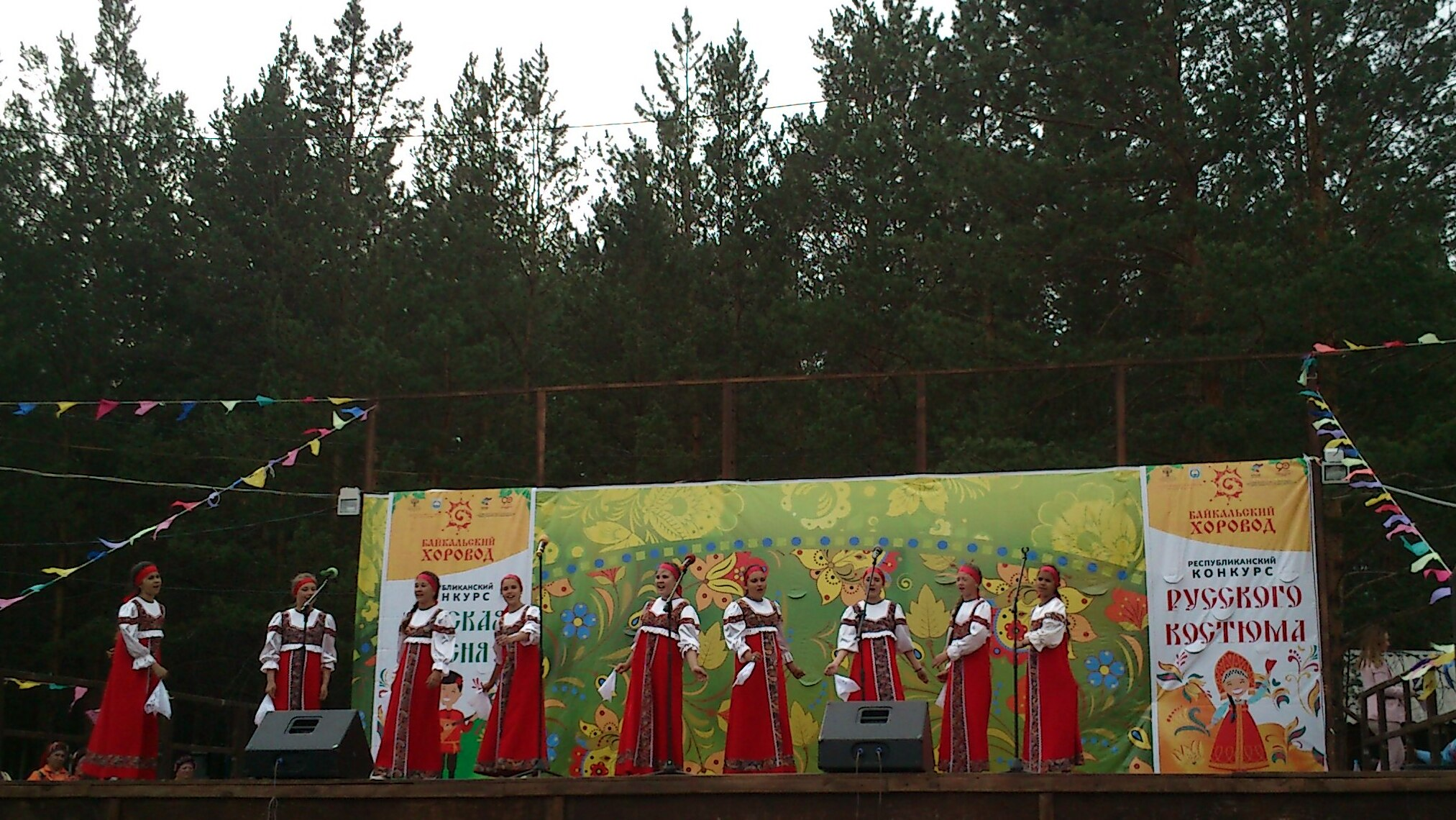
фестиваль-конкурс «Русская песня»
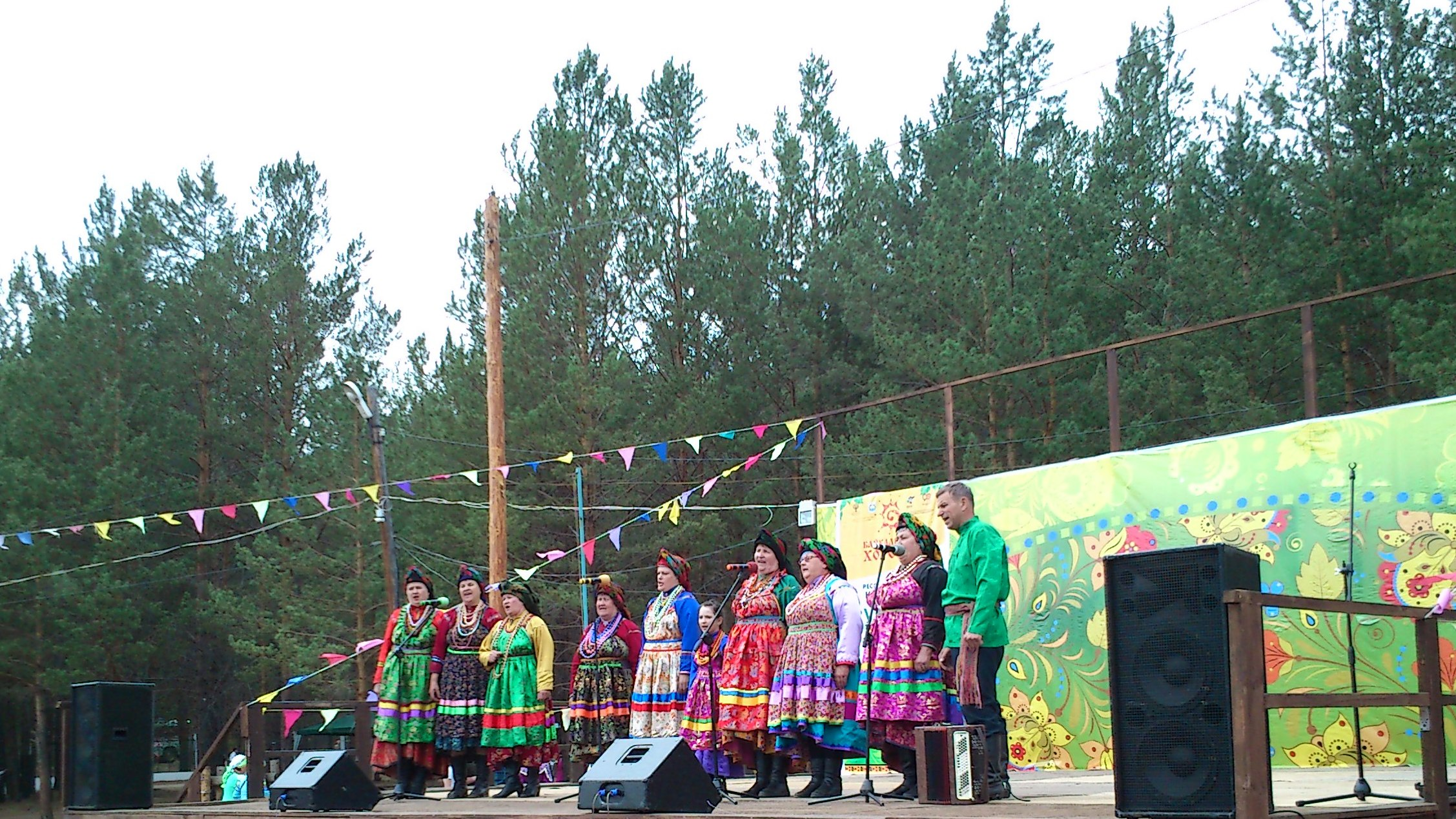
конкурс «Русская песня»
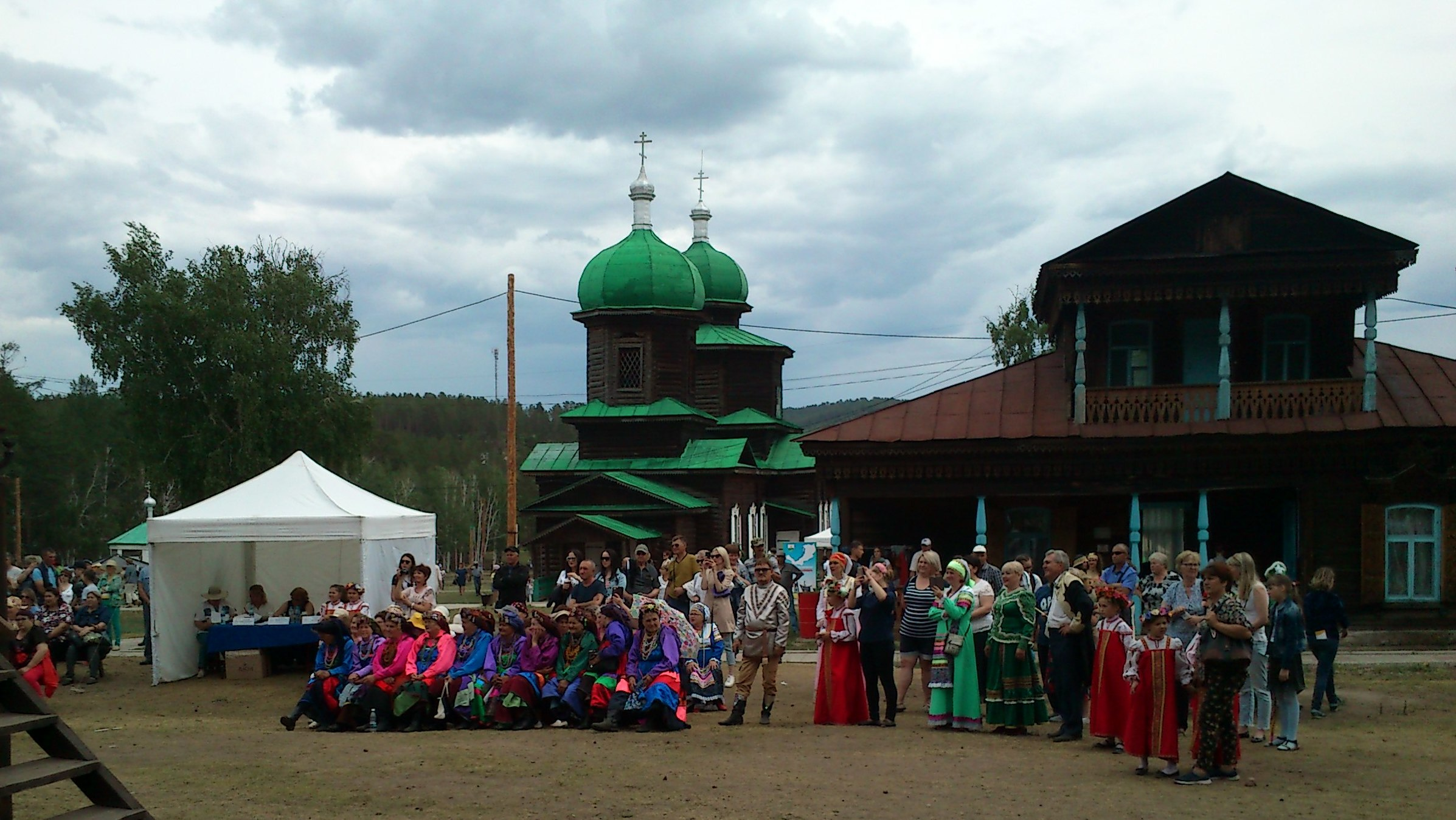
Гости «Байкальского хоровода»
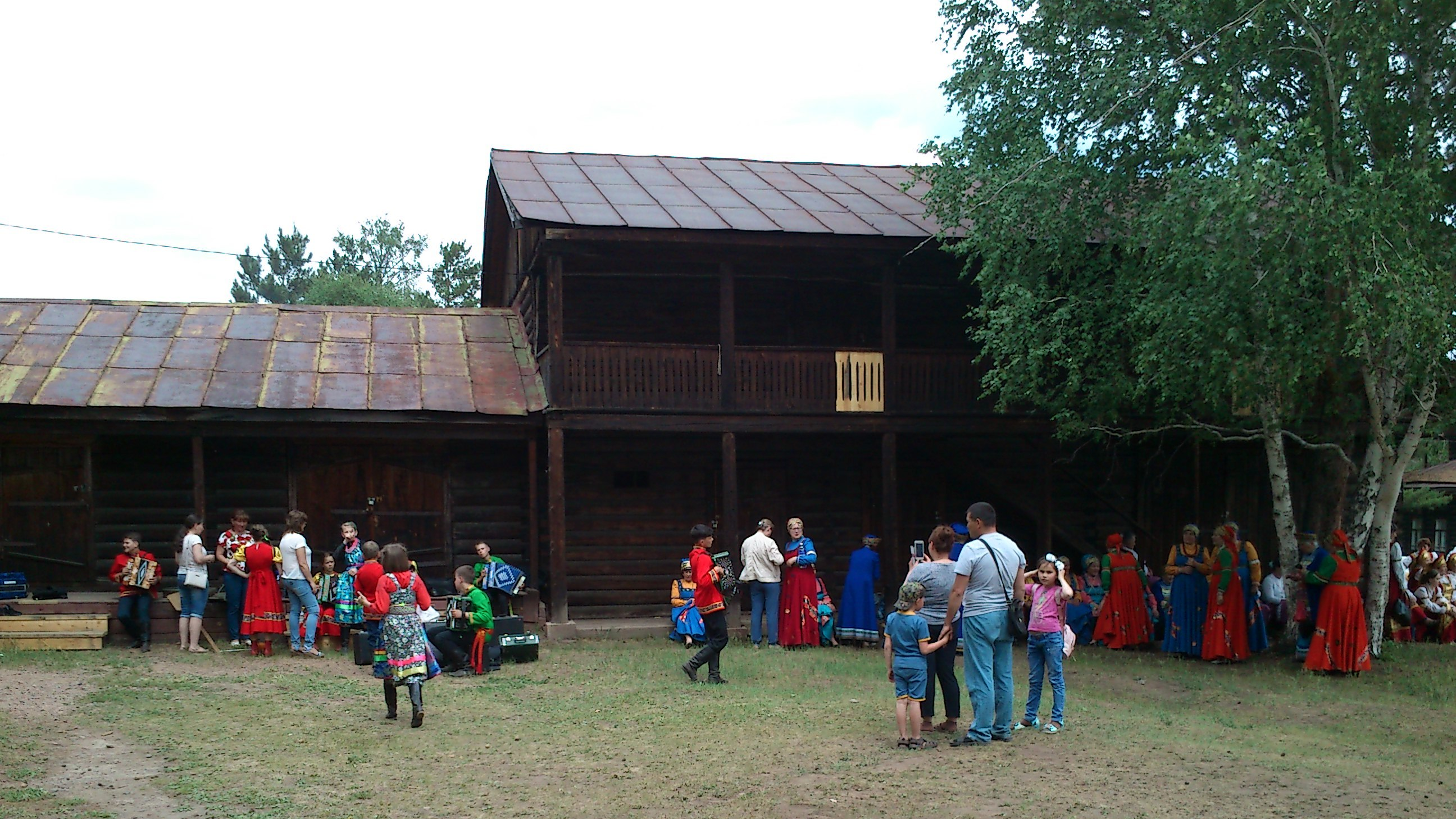
Народные гулянья